# Kubismus

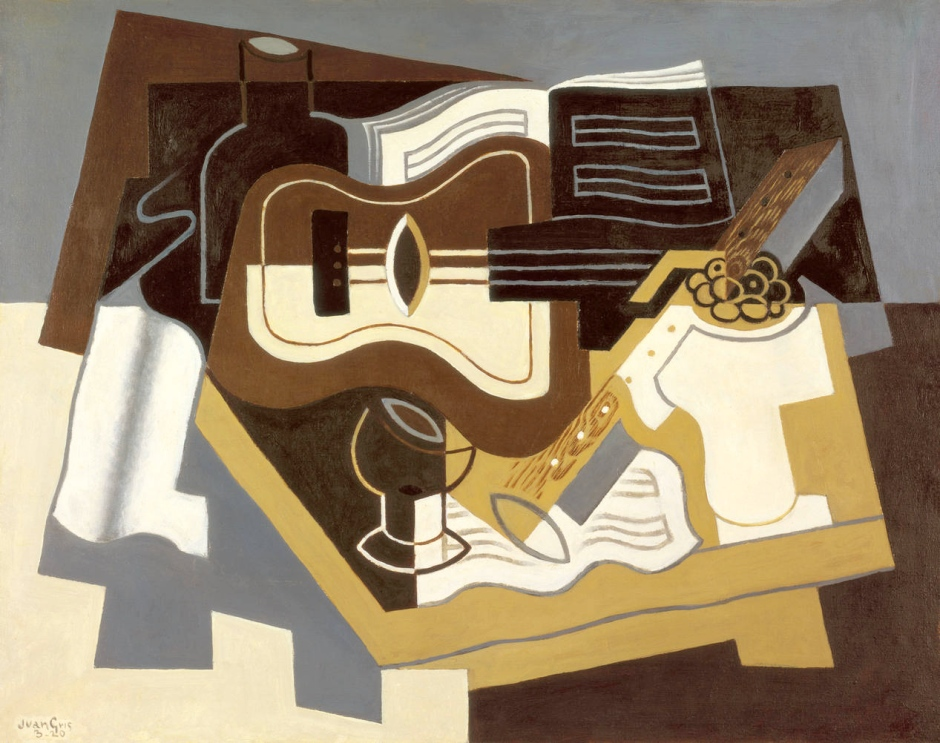
Juan Gris: Gitarre und Klarinette, 1920, Kunstmuseum Basel

Kubismus ist eine Stilrichtung in der Kunstgeschichte. Er entstand aus einer Bewegung der Avantgarde in der Malerei ab 1906 in Frankreich. Seine maßgebenden Gründer sind Pablo Picasso und Georges Braque. Weitere Vertreter sind Juan Gris und die Puteaux-Gruppe, im Besonderen Fernand Léger, Marcel Duchamp und Robert Delaunay, auf den der Orphismus zurückgeht.
Vom Frühkubismus ausgehend entstanden der analytische und der synthetische Kubismus. Der Kubismus löste in Frankreich den Fauvismus ab. Eine eigene Theorie oder ein Manifest besaß der Kubismus nicht. Der Kubismus leitete mit dem Fauvismus die Klassische Moderne ein. Zu Beginn des Ersten Weltkriegs im Jahr 1914 begann sich die Bewegung aufzulösen.
Aus heutiger Sicht stellt der Kubismus die revolutionärste Neuerung in der Kunst des 20. Jahrhunderts dar. Der Kubismus schuf eine neue Denkordnung in der Malerei. Die Bibliographie zum Kubismus ist umfangreicher als zu jeder anderen Stilrichtung in der modernen Kunst. Der Einfluss kubistischer Werke auf die nachfolgenden Stilrichtungen war sehr groß.
Der Kubismus griff auch auf die Bildhauerei über, so entstand die kubistische Plastik. Weitere Betätigungsfelder fanden die Künstler in der Architektur und der Musik sowie im Film.

## Begriff und Sichtweise

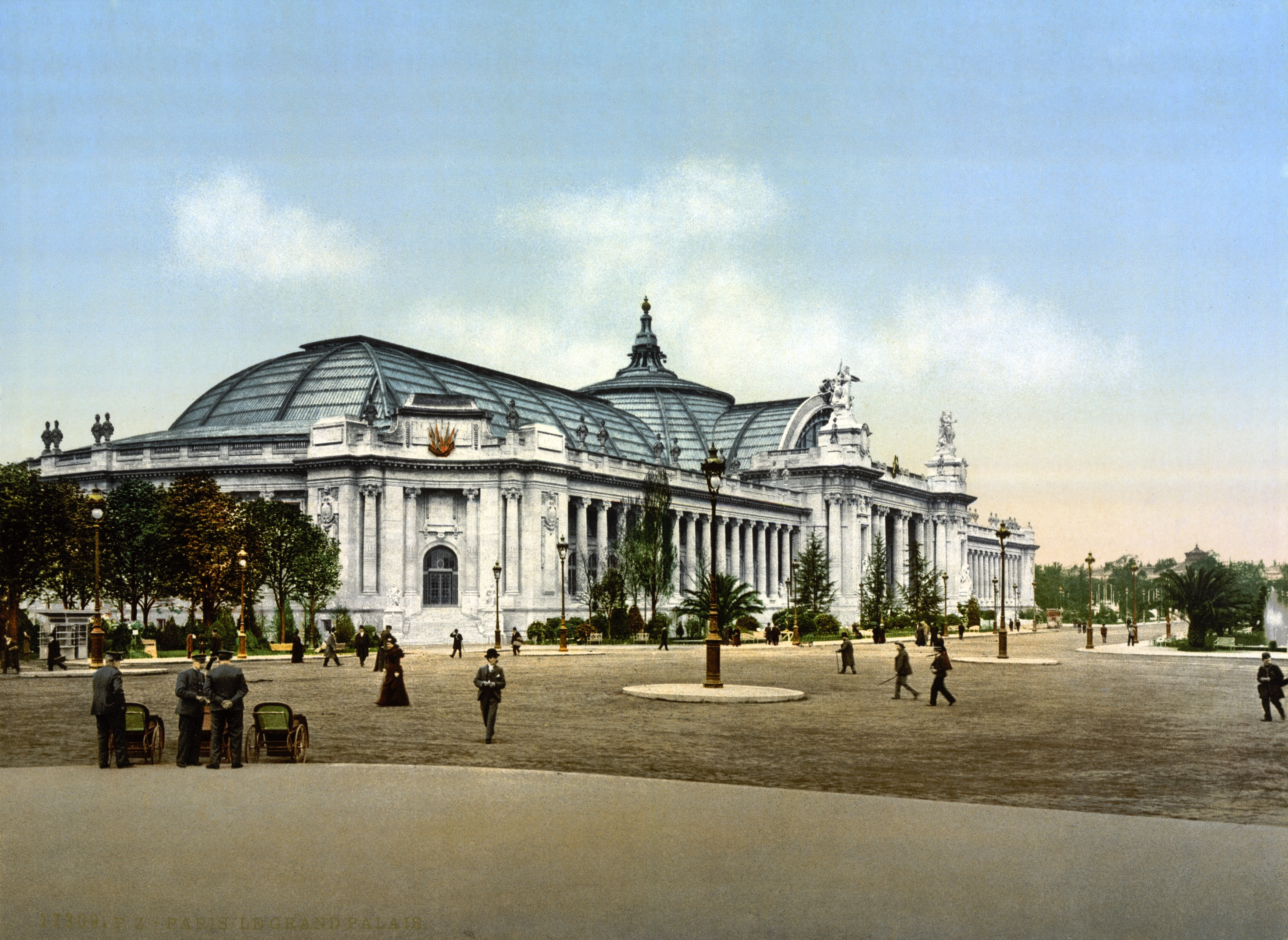
Der Salon des Indépendants präsentierte sich im Grand Palais. Photochrom um 1900

Das Wort Kubismus ist abgeleitet von frz. cube bzw. lat. cubus für Würfel. Charles Morice verwendete den Begriff in einem Artikel vom 16. April 1909 im Mercure de France über Bilder Braques aus dem Salon des Indépendants. Louis Vauxcelles etablierte dann den Begriff cubisme in seinem Bericht über die Arbeiten Braques im Salon von 1909. Von nun an wurden die jüngsten Gemälde Pablo Picassos und Georges Braques der neu geschaffenen Stilrichtung zugeordnet. Nach Angaben von Guillaume Apollinaire hatte zuerst Henri Matisse bei der Betrachtung eines Landschaftsbildes von Braque im Herbst 1908 von „petits cubes“ gesprochen.
Der Galerist und Kunsthistoriker Daniel-Henry Kahnweiler schrieb in seinem 1920 erschienenen Buch Der Weg zum Kubismus, man solle den Namen nicht als Programm auffassen, weil man sonst „zu falschen Schlüssen“ gelange. Der Name und die zu Beginn der Bewegung in Frankreich weit verbreitete Bezeichnung als geometrischer Stil erwuchsen aus dem Eindruck der ersten Betrachter, die in den Gemälden geometrische Formen sahen. Die von Picasso und Braque gewünschte Sehvorstellung bestehe jedoch nicht in geometrischen Formen, sondern in der Darstellung der wiedergegebenen Gegenstände und dem Aufbau des Gemäldes.
Die frühen Bilder und der Begriff selbst erweckten jedoch den Eindruck, dass sich der Kubismus an der geometrisierenden Abstraktion der Form orientiere. Diese Sichtweise wurde durch die Arbeiten der Puteaux-Gruppe unterstützt. So wurde dem Publikum in der Schrift Du cubisme von Albert Gleizes und Jean Metzinger aus dem Jahr 1912 diese eingängigere Vorstellung dargeboten.

## Charakterisierung

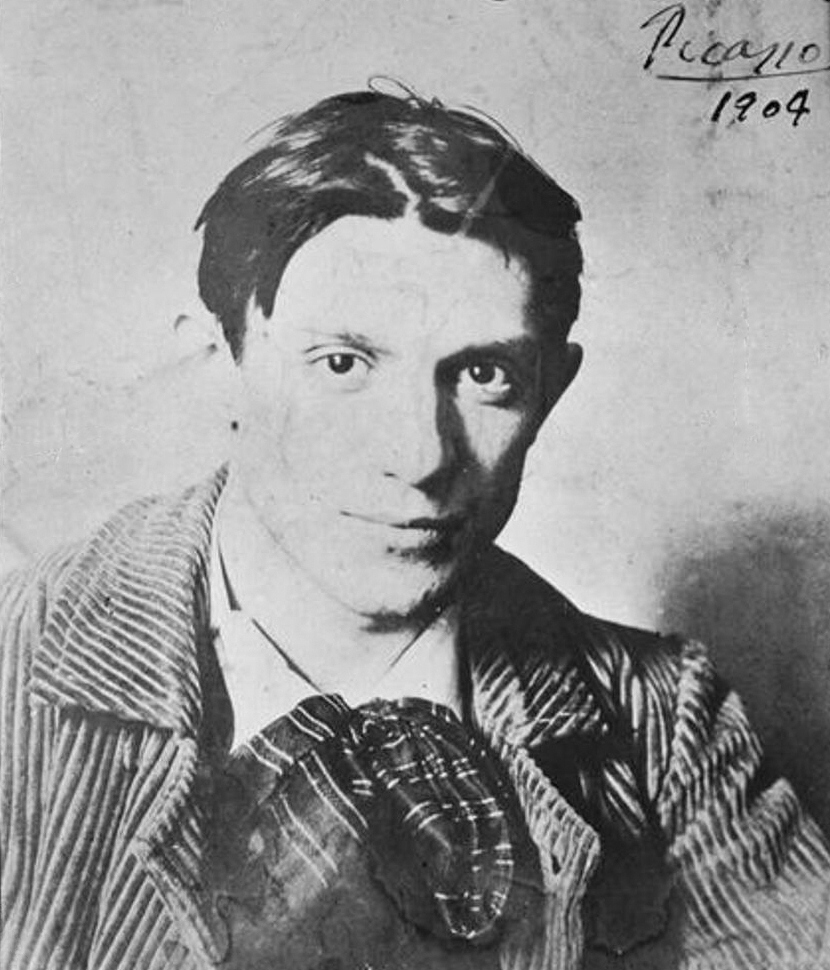
Pablo Picasso, 1904

Unabhängig davon, wo man den Ursprung des Kubismus ausmacht, hat Pablo Picasso mit seinem großformatigen Gemälde Les Demoiselles d’Avignon (1906–1907) den Grundstein für das kubistische Denken gelegt. 
Die Les Demoiselles d’Avignon veränderten Natur und Begriff der Malerei selbst. Zuvor ging es darum, eine Illusion zu schaffen, die die Gegenstände räumlich und plastisch zeigte. Diese Darstellungsweise änderte sich nun. Der Kubismus löste sich von den Fundamenten der bisherigen Malerei. Er kann auf zweierlei Art und Weise gelesen werden:
1. als endgültiger Bruch. Das kubistische Bild möchte nun nicht mehr die (scheinbare) Welt darstellen. Stattdessen geht es in erster Linie darum, den Raum eines Gemäldes formal zu gliedern und die entstehenden Werte- und Kräfteverteilungen miteinander in Einklang zu bringen.
2. oder aber er wird als konzeptioneller Bruch mit den seit der Renaissance vorherrschenden Regeln gesehen: Ausschaltung des traditionellen Chiaroscuro, der Perspektive und des geschickten, handwerklichen Pinselstrichs.

Die Entwicklung des Kubismus wird in den kunsthistorischen Rezensionen als das größte Abenteuer der Kunst des 20. Jahrhunderts bezeichnet. Durch die im Kubismus hervortretende dynamische Entwicklung und Verkettung von Einsichten und Entdeckungen schälte sich allmählich eine visuelle Dialektik für die Kunst des 20. Jahrhunderts heraus. Das wichtige Vermächtnis für die nachfolgenden Generationen liegt in der Umsetzung der Definition der Malerei Leonardos als cosa mentale – Angelegenheit des Geistes – in das 20. Jahrhundert.

## Kunsthistorische Einleitung

### Malerei
Seit der Renaissance lag der Sinn und die Aufgabe der Malerei darin, etwas bildhaft mitzuteilen. Die Malerei sollte die Natur nachahmen und ihre Erscheinungen illustrieren. Doch in der Mitte des 18. Jahrhunderts begann man, die Aufgaben der Malerei neu zu überdenken und das reine Abbilden rückte in den Vordergrund. Dann um 1800 zog man auch in Zweifel, dass die Malerei die (scheinbare) Welt abbilden könne, denn dies gelang ihr nur mit Illusionen, mit Mechanismen, die im Grunde rein technisch und auch unzuverlässig seien. Man löste die Mittel der Malerei, Zeichnung und Farbe, von ihren bisherigen Aufgaben und erkannte sie als etwas Selbstständiges an. Vordergründig war nun die ästhetische Wirkung des Bildes.
Mussten zuvor Inhalt und Form, Botschaft und Aussehen übereinstimmen, so war jetzt die Form wichtig. Form wurde Inhalt. Die damalige Philosophie lehrte, dass Anschauung, Begriff und Erkenntnis zusammengehören. Darauf aufbauend sollte die Malerei als reine Anschauungsform ihren geistigen Gehalt erlangen. Sowohl die französische Kunst des 19. Jahrhunderts als auch die damit nicht gleichlaufende nordische Kunst seit der deutschen Romantik drängten zu einer immer größeren Selbstständigkeit des Bildes.

### Kunsthandel
Im 19. Jahrhundert entschieden nahezu allein die offiziellen Salons über die Anerkennung von Künstlern. Im weiteren Verlauf, etwa ab 1884, entzündeten sich die Diskussionen an Salon- und Anti-Salon-Kunst. Seit etwa 1900 war es dann vor allem der Kunsthandel im Verein mit einer mehr oder weniger unabhängigen Publizistik, der die Entwicklung lenkte. In den Galerien fanden die meisten wichtigen Werkübersichten avantgardistischer Kunst statt. Sie fungierten auch als Mittler zwischen den Ateliers und der Öffentlichkeit. Bestimmte Künstler wurden exklusiv aufgebaut und vermarktet: ein frühes Indiz für eine mit der bürgerlichen Gesellschaft auftretenden Kommerzialisierung der Kunst.

## Geburt und Ursprung des Kubismus (1906–1908)

### Picassos Studien ab 1906 und Cézanne Retrospektive (1907)

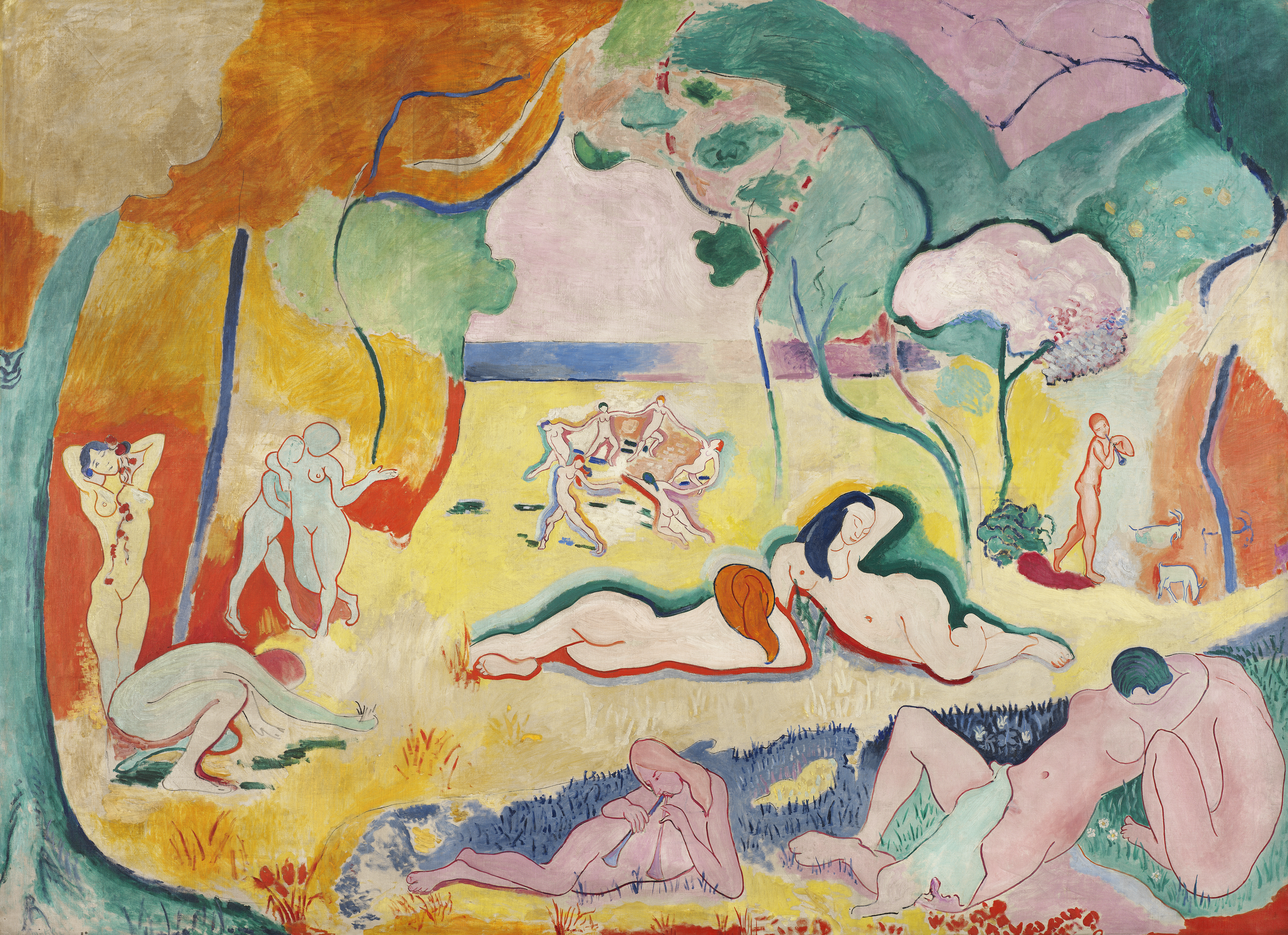
Henri Matisse: Le bonheur de vivre, 1905/1906

Die kubistische Entwicklung begann im Jahr 1906 im Werk Picassos. Sie fand in Arbeiten wie Brustbild einer Frau mit gefalteten Händen ihren ersten Ausdruck. Diese Periode Picassos wird protokubistische Phase genannt.
Er setzte sich nicht nur mit den Werken von Paolo Uccello, Piero della Francesca, El Greco, Nicolas Poussin,  Jean-Auguste-Dominique Ingres und Paul Cézanne auseinander, sondern auch mit „primitiver“ Kunst. Am Ende dieses Weges stand der Durchbruch zu einer Neuformulierung der Malerei. Seine in diesen Jahren betriebenen Vorstöße fanden mit dem berühmten Bild Les Demoiselles d’Avignon im Sommer 1907 ihren vorläufigen Abschluss. Josep Palau i Fabre sieht in dem Werk eine Art Superfauvismus, so wurden die Demoiselles ebenso durch das Gemälde Le bonheur de vivre (1905/06) von Henri Matisse motiviert. Mit den Les Demoiselles d’Avignon leitete der junge Spanier neben Matisse und Derain die Diskussion um die Moderne ein.

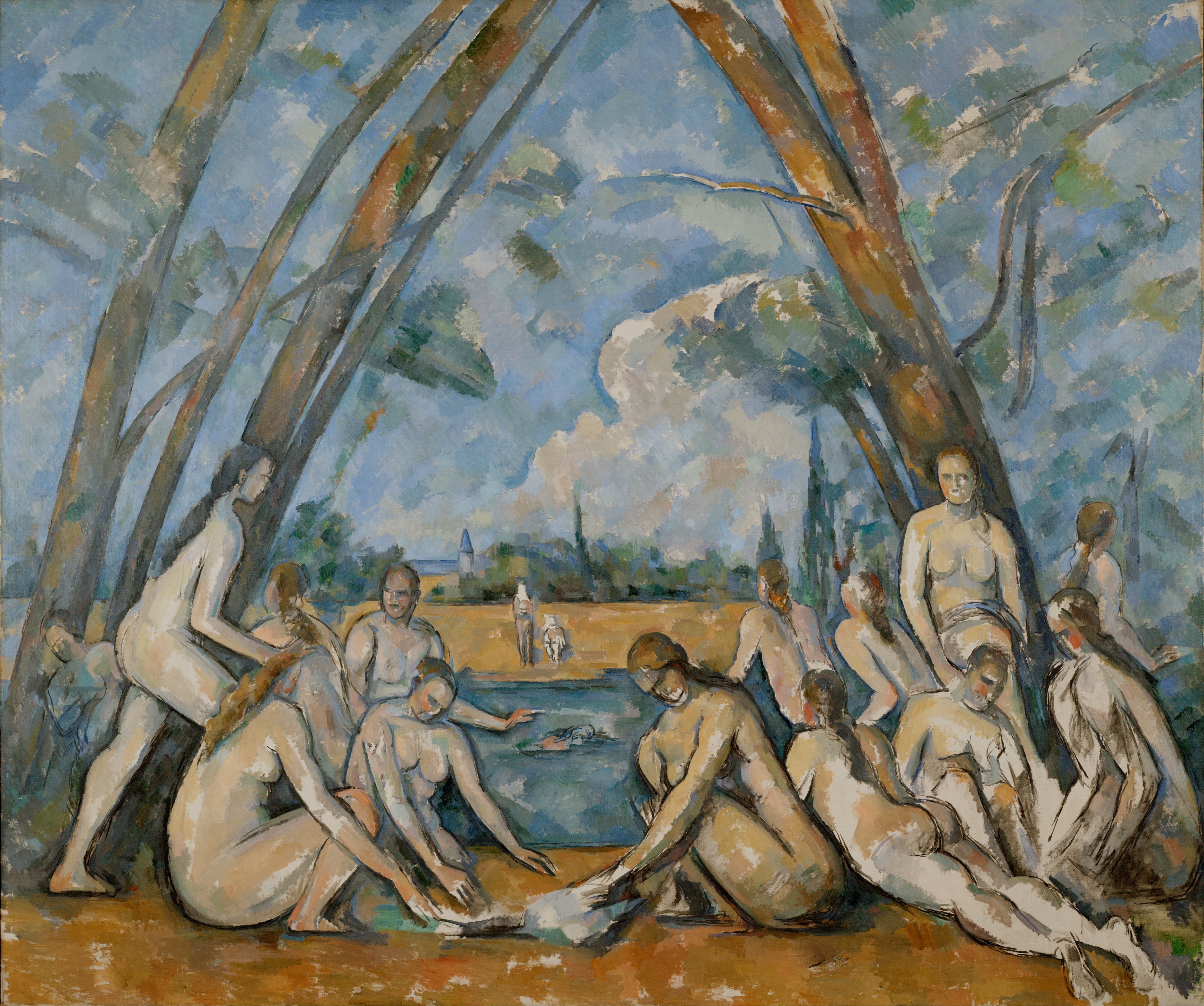
Paul Cézanne: Les Grandes Baigneuses, um 1906, 208 cm × 249 cm, Museum of Art, Philadelphia

Die ausführliche Retrospektive des Werks von Paul Cézanne im Herbstsalon 1907 beschäftigte die jungen Maler der damaligen Zeit, insbesondere Picasso, Braque und Derain. Der freiere Umgang Cézannes mit dem Naturvorbild, Form und Farbperspektive und dessen formale und analytische Vorgehensweise wurde zum Bezugspunkt des Umbruchs von 1907. Über den Einfluss Cézannes in dieser Periode sagte Braque später: „Es war mehr als ein Einfluß, es war eine Initiation. Cézanne war der erste, der sich von der gelehrten mechanischen Perspektive abwandte.“
Kahnweiler, der Galerist Picassos und Braques, notierte, Derain habe Cézannes Lehre erfasst und ihnen dessen neue Gedanken vermittelt. Es führt eine direkte Linie von Cézannes Badenden zu Matisse’ Nu bleu: souvenir de Biskra (Blauer Akt (Erinnerung an Biskra)) und Derains Baigneuses (Badende) bis schließlich zu Les Demoiselles d’Avignon.

### Picasso, Braque und Derain (1906–1908)
Nach Berichten des Schriftstellers Guillaume Apollinaire entstand der Kubismus aus der Begegnung und Auseinandersetzung Picassos mit Derain im Jahre 1906. Die kunsthistorische Rezension bezieht die Geburt des Kubismus auf den sechsjährigen Dialog (1908–1914) Picassos und Georges Braques, der zuvor fauvistisch malte.

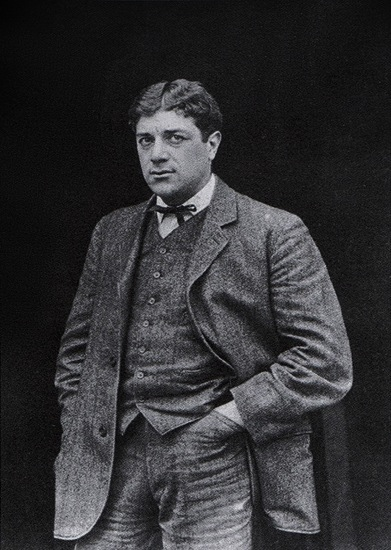
Georges Braque, 1908

Ende des Jahres 1907 sah Braque die Demoiselles d’Avignon in Picassos Atelier im Bateau-Lavoir. Seine erste Reaktion war negativ: „Mit ihren Bildern wollen Sie anscheinend bei uns das Gefühl erwecken, Stricke schlucken und Kerosin trinken zu müssen.“ Auch Henri Matisse und André Derain äußerten sich ablehnend. Von nun an wurde in Picassos Atelier über seine weiteren Arbeiten und die Braques aus dem Fischerdorf L’Estaque, die im Sommer 1907 entstanden, diskutiert. 
Das Bildnis der Demoiselles d’Avignon blieb bis 1916 sowohl der Öffentlichkeit als auch den zeitgenössischen Künstlern unbekannt. Lediglich Braque, Matisse und Derain, später auch Juan Gris, neben den Kunsthändlern Wilhelm Uhde und Daniel-Henry Kahnweiler, den Literaten Guillaume Apollinaire und Félix Fénéon, bekamen das Werk zu Gesicht, das anschließend aufgerollt auf dem Atelierboden lag.

Deckblatt des Katalogs des Salon d’Automne, Grand Palais, Paris, 1908

Während Picasso seine Arbeiten selten öffentlich zeigte, präsentierten Braque und Derain im März 1908 ihre neuen Werke im Salon des Indépendants. Die Schriftstellerin und Kunstsammlerin Gertrude Stein berichtete: „Wir […] sahen […] zwei große Bilder, die sich ziemlich ähnlich sahen. Das eine ist von Braque, das andere von Derain, […] Die Bilder erschienen uns fremdartig, mit seltsam geformten Figuren wie aus Holzblöcken.“
Verdächtigte Picasso Braque im Frühjahr noch, seine Arbeiten verwerten zu wollen, ohne den Zusammenhang mit dem Urheber zu kennzeichnen, so verglichen sie im Herbst 1908 ihre im Sommer geschaffenen Werke. Die Bilder waren merkwürdig ähnlich, etwa Maisonette dans un jardin von Picasso und Häuser in L’Estaque von Braque.
Die im Herbstsalon (Salon d’Automne) 1908 abgelehnten Bilder Braques wurden in der Galerie Kahnweiler gezeigt. Die Ausstellung eröffnete am 9. November 1908, ein Tag nach Ende des Herbstsalons. Sie erregte in Künstlerkreisen viel Aufsehen. Louis Vauxcelles brachte die Werke in seiner Kritik im Gil Blas vom 14. November 1908 als erstes mit dem Begriff der „cubes“ in Verbindung: „Er verachtet Formen, reduziert alles […] auf geometrische Grundformen, auf Kuben.“ Einige Monate später nennt er diesen Stil „kubistisch“ und Ende 1909 ist dieser Ausdruck bei allen Malern und Kritikern in Gebrauch.
Ende des Jahres 1908 begannen Braque und Picasso, oft unter der Teilnahme Derains, einen regen Dialog zu führen. Braque erinnerte sich später: „Es dauerte nicht lange, und ich tauschte mich täglich mit Picasso aus; wir diskutierten und prüften die Ideen des anderen, […] und verglichen unsere jeweiligen Arbeiten.“ Die nun beginnende gemeinsame Schaffensperiode der beiden Künstler erlangte durch den Ausdruck „la cordée“ (die Seilschaft) Berühmtheit. Ihre Zusammenarbeit war derart eng und partnerschaftlich, dass sie sich mit den Brüdern Wright, den Flugpionieren, verglichen und wie Mechaniker kleideten. Derain entfernte sich 1911 von den Bestrebungen des Kubismus.

## Frühkubismus um 1908 – Picasso und Braque
„Man hat den Kubismus mathematisch, geometrisch, psychoanalytisch zu erklären versucht. Das ist pure Literatur. Der Kubismus hat plastische Ziele. Wir sehen darin nur ein Mittel, das auszudrücken, was wir mit dem Auge und dem Geist wahrnehmen, unter Ausnützung der ganzen Möglichkeiten, die in den wesenhaften Eigenschaften von Zeichnung und Farbe liegen. Das wurde uns eine Quelle unerwarteter Freuden, eine Quelle der Entdeckungen.“

Ausgangspunkt des Kubismus war, den „uralten“ Widerstreit eines Gemäldes aufzuheben: der Veranschaulichung der Form – die Darstellung des Dreidimensionalen und seiner Lage im Raum – auf der zweidimensionalen Fläche unter Wahrung der Einheit des Werks. Es gestaltete sich ein Formenlyrismus oder mit Picassos Worten gesagt: „Kubismus ist nie etwas anderes gewesen als dies: Malen um der Malerei willen, unter Ausschluss aller Begriffe von nicht wesentlicher Wirklichkeit. Die Farbe spielt eine Rolle in dem Sinn, dass sie zur Darstellung der Volumen hilft.“ Braque und Picasso verließen so den Weg, die größtmögliche Naturwahrscheinlichkeit – die „wirkliche“ Form und die „wirkliche“ Farbe – des Darzustellenden zu bewahren.
Die ersten Werke Braques liefern ein entscheidendes strukturelles Vorbild für das Scheinrelief des frühen Kubismus. Mit dem maßstabsetzenden Bild Violine und Krug, Anfang 1910 vollendet, entspricht die Qualität seines Werks in vollem Maß seiner Erfindungskraft. Eine Arbeit Picassos aus der frühkubistischen Phase ist Die Dryade (Akt im Wald) aus dem Frühjahr–Herbst 1908.
Braque schloss sich nach der XXV. Ausstellung des Salon des Indépendants im Jahre 1909 der Entscheidung Picassos an, nicht mehr im Salon auszustellen. Die Arbeiten Picassos, die zuvor bereits selten öffentlich zu sehen waren, und Braques waren nur in den Galerieausstellungen bei Kahnweiler und Ambroise Vollard präsent. Zwischen 1908 und 1913 signierten Picasso und Braque ihre Bilder entweder überhaupt nicht oder nachträglich auf der Rückseite. Sie waren von dem Wunsch geleitet, den Charakter des Persönlichen auszuschalten.

## Analytischer Kubismus (1909–1912) – Picasso und Braque
„Die Sinne deformieren, aber der Geist formt.“

Der Begriff analytischer Kubismus geht auf die Schrift Der Weg zum Kubismus von Kahnweiler aus dem Jahr 1920 zurück. Im analytischen Kubismus wurde die geschlossene Form der dargestellten Körper zugunsten des Formenrhythmus aufgebrochen. Die Körperlichkeit der Dinge und ihre Lage im Raum konnten auf diese Weise dargestellt werden, ohne sie durch illusionistische Mittel vorzutäuschen.
In der nun beginnenden Hauptphase des Kubismus vollzog sich ein Wandel in der Malerei. Seit der Renaissance hatte man das Licht als Farbe auf der Oberfläche des Körpers zu malen gesucht, um so die Form auf der Bildfläche vorzutäuschen. Der Farbe – als sichtbar gewordenes Licht – oblag als Helldunkel, die Form zu gestalten. Sie konnte so nicht zugleich als Lokalfarbe angebracht, noch überhaupt als „Farbe“ gebraucht werden, sondern vielmehr als objektiviertes Licht. Die Lichtführung spielte in den Arbeiten des analytischen Kubismus Picassos und Braques nun eine untergeordnete Rolle. In den Gemälden wurde nicht festgelegt, von welcher Seite das Licht kommt.
Auch die notwendig eintretende „Deformation“ der Körper im Bild störte die beiden Maler in ihren frühen Arbeiten, etwa in Die Dryade von Picasso. Sie wirkte bei vielen Beschauern quälend. Es entstand in ihnen der Konflikt zwischen der Deformation des „realen Gegenstandes“ als Ergebnis des „Formenrhythmus“, im Gegensatz zu den Erinnerungsbildern vom gleichen Gegenstand. Dies aber war unvermeidlich, solange eine auch nur entfernte „Naturähnlichkeit“ des Kunstwerkes diesen Konflikt auslöse.
Picasso und Braque gingen nun nicht mehr von einem angenommenen Vordergrund aus, sondern von einem festgelegten und dargestellten Hintergrund. Von diesem Hintergrund ausgehend malten sie nun nach vorne, in dem die Lage jedes Körpers deutlich durch sein Verhältnis zum festgelegten Hintergrund und den anderen Körpern dargestellt wurde. Auf diese Weise wurde die herkömmliche Aufteilung eines Bildes in Vorder-, Mittel- und Hintergrund aufgehoben.
Die Darstellungsweise ermöglicht es, die Bildgegenstände gleichzeitig (simultan) aus verschiedenen Blickwinkeln zu betrachten (polyvalente Perspektive). Der Begriff der Simultaneität ist so in der kunsthistorischen Rezension zu einem Leitwort des Kubismus erwachsen. Oft erscheinen manche Bildteile transparent, wodurch simultan mehrere Ebenen sichtbar sind. Auf diese Weise entsteht die Wirkung einer „kristallinen“ Struktur.
Die beiden Künstler erweiterten die Ebene der Zeichenverwendung im Bild, verarbeiteten Symbole und setzten dagegen inhaltsfreie Farbstrukturen. Dieser Mechanismus wurde im Jahr 1910 bis an die Grenze der reinen Abstraktion geführt, wie etwa in Der Gitarrenspieler oder Die Klarinette. Sie erhoben den Prozess der Bilderfindung und -gestaltung selbst zum Gegenstand ihrer Bilder.

## Puteaux-Gruppe ab 1910
„Ich selbst habe drei Jahre gebraucht, um mich von Cézannes Einfluß loszumachen […] Die Befangenheit war so stark, daß ich bis zur Abstraktion gehen mußte, um sie loszuwerden.“

Mit den Bildern Picassos und Braques konfrontiert, fühlten sich einige Künstler ästhetisch berührt. Sie ersannen schon sehr bald Theorien, was der Kubismus sei und was er sein solle.

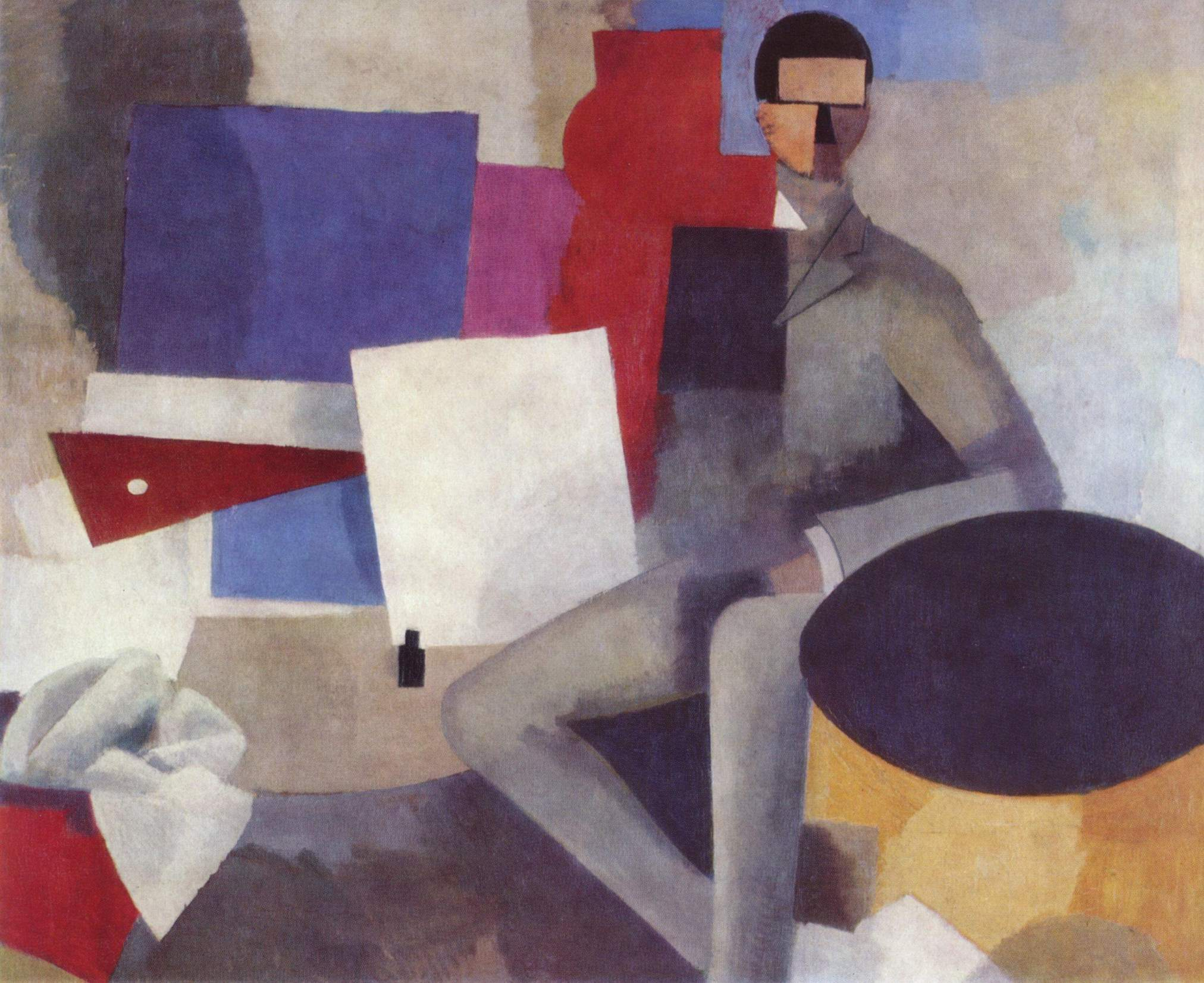
Roger de La Fresnaye:
Sitzender Mann, 1914, Öl auf Leinwand, Musée des Beaux-Arts, Rouen

Zu ihnen zählen die Maler Fernand Léger, Robert Delaunay, Marcel Duchamp, Jacques Villon, Francis Picabia, Roger de La Fresnaye, Henri Le Fauconnier, Albert Gleizes, Jean Metzinger, eine Zeitlang Raoul Dufy und Othon Friesz, André Lhote, Moise Kisling, Auguste Herbin, Léopold Survage, Louis Marcoussis, Diego Rivera, Piet Mondrian und die Bildhauer Alexander Archipenko, Constantin Brâncuși, Jacques Lipchitz und Raymond Duchamp-Villon. Mehrere dieser Künstler schlossen sich 1910 mit Apollinaire zur Groupe de Puteaux zusammen, in der sich auch der Amerikaner Walter Pach bewegte. Ihren Treffpunkt bildete das Haus von Jacques Villon in Puteaux. Sie nannten sich nun Kubisten und erlebten im Frühjahr 1911 im Salon des Indépendants ihren öffentlichen Durchbruch. Die ausgestellten Bilder sind an der geometrisierenden Abstraktion der Form orientiert, wie sie die vom Kubus abgeleitete Begriffsbildung suggeriert. Fast alle Gemälde lassen sich als „gefällige“ Varianten von Picassos und Braques früher Phase um 1908 begreifen.
Jacques Villon beschrieb sich selbst als Impressionist-Kubisten. Werke aus dem Jahr 1911 sind Die Teestunde von Jean Metzinger, Der See von Henri Le Fauconnier und Die Kathedrale von Chartres von Albert Gleizes aus dem Jahr 1912.
Eine Ausnahme bildete das von Fernand Léger ausgestellte Bild Akte im Wald (Nus dans la forêt). Es veranlasste den Kunstkritiker Louis Vauxcelles dazu, im Zusammenhang mit Légers Kunst nicht mehr von Kubismus, sondern von Tubismus (Röhrenkunst) zu sprechen. Légers späterer Umgang mit der Farbe wird als vereinzelte Erscheinung innerhalb des Kubismus angesehen, etwa Der Rauch aus dem Jahr 1912. Er nimmt eine gesonderte Stellung ein und erweiterte die Bildthemen des Kubismus durch eine neue und aktuelle Thematik: die Beziehung zwischen Mensch, Maschine und Technik.

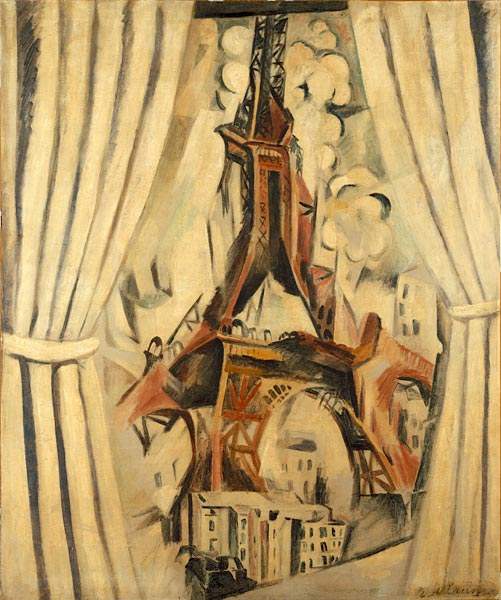
Robert Delaunay: Durchblick auf den Eiffelturm, 1910, Öl auf Leinwand, K20 – Kunstsammlung Nordrhein-Westfalen

Robert Delaunay begann von 1909 bis 1912 eine Bildfolge zum Eiffelturm. Das Bild Durchblick auf den Eiffelturm aus dem Jahr 1910 zeigt den Eiffelturm durch ein Fenster gesehen. Als die reine Farbe zu einem wesentlichen Bestandteil seiner Bilder wurde, taufte Apollinaire diesen Stil im Jahr 1912 Orphismus.
Marcel Duchamp integrierte die Bewegung in das kubistische Bild. Er reichte 1912 sein Bild Nu descendant un escalier no. 2 (Akt, eine Treppe herabsteigend Nr. 2) in den Salon des Indépendants ein, wo es von den übrigen Mitgliedern der Gruppe abgelehnt wurde. In der Kunstgeschichte wird es zu den Schlüsselwerken der Malerei des 20. Jahrhunderts gezählt, da es die Bestrebungen des Futurismus, die Darstellung der Bewegung im Bild, beinhaltet.
Von kunsttheoretischer Seite werden die Werke der Spätkubisten mit einer zunehmenden Humanisierung des Kubismus in Verbindung gebracht. Im Laufe der Zeit gaben viele Künstler der Puteaux-Gruppe das Objekt und mit ihm jeden Bezug zur Wirklichkeit gänzlich auf. Ihre Bilder wurden völlig abstrakt. Im Gegensatz zur Groupe de Puteaux lehnten Picasso und Braque den Weg zur reinen Abstraktion ab. Aus ihrer Sicht missverstehe und fälsche man den Aufbau eines Kunstwerks, den sie als Cézannes höchstes Verdienst nennen, wenn man glaube, zu ihm gelangt zu sein, indem man die Fläche eines Gemäldes einzig in angenehme Verhältnisse zergliedert. Eine solche Tendenz bahne nur den Weg zur tiefsten Erniedrigung der Malerei zum reinen Schmuckwerk, zur Ornamentik.
Die Puteaux-Gruppe trat ab 1912 auch unter dem Namen Section d’Or auf, einer Ausstellungsgemeinschaft, der auch Juan Gris angehörte.

## Synthetischer Kubismus (1912–1914) – Picasso, Braque und Gris
„Wenn das, was man Kubismus nannte, nur ein bestimmter Aspekt war, so ist der Kubismus verschwunden, wenn er eine Ästhetik ist, so hat er sich mit der Malerei vereinigt.“

Der synthetische Kubismus baut im Wesentlichen auf die von Pablo Picasso, Georges Braque, später auch von Juan Gris praktizierte Collagetechnik, das papier collé, auf. Zu den papier collés, die als Grundlage aller nachfolgenden Collage-Techniken bis hin zum Ready-made zu sehen ist, wurden Braque und Picasso durch ihre zuvor entstandenen dreidimensionalen Konstruktionen, die Papierplastiken, angeregt, die sie aus Papier und Karton, Picasso später aus Blech, fertigten.

Juan Gris: Fantômas, 1915, National Gallery of Art, Washington.

Mit Braques Bild Compotier, bouteille et verre (Obstschale, Flasche und Glas) (1912) entstand das erste papier collé. Von nun an tauchten Papier, Zeitung, Tapete, imitierte Holzmaserung, Sägespäne, Sand und ähnliche Materialien in ihren Bildern auf. Die Grenzen zwischen gemaltem und realem Gegenstand bis hin zum Objekt gehen fließend ineinander über. Die in dieser Weise bearbeiteten Bilder bekommen einen dinghaften, materiellen Charakter, der eine neue Realität des Bildes schafft.
Neben Picasso und Braque gilt Juan Gris als der Hauptvertreter des synthetischen Kubismus. Gris lebte seit 1908 im Bateau-Lavoir und traf dort auf Picasso. Sie waren Ateliernachbarn. Im Jahr 1911 begann Gris, sich mit dem Kubismus auseinanderzusetzen. Es entstehen seine ersten Arbeiten wie Maisons à Paris (Häuser in Paris).
Gris war ein Theoretiker und fügte die neuen Gestaltungsprinzipien in ein rationales System ein. Er war zeit seines Schaffens bemüht, sein künstlerisches Vorgehen auch theoretisch zu vermitteln. Picasso wiederum lehnte eine theoretische Herangehensweise an den Kubismus ganz und gar ab. Weder Picasso noch Braque hatten die Absicht, eine Schule ins Leben zu rufen. Es ging ihnen um eine Intelligenz, deren Reich weder die Domäne der Wissenschaft noch des Verbalen, sondern allein des Bildnerischen ist.

## Ende des Kubismus nach 1914

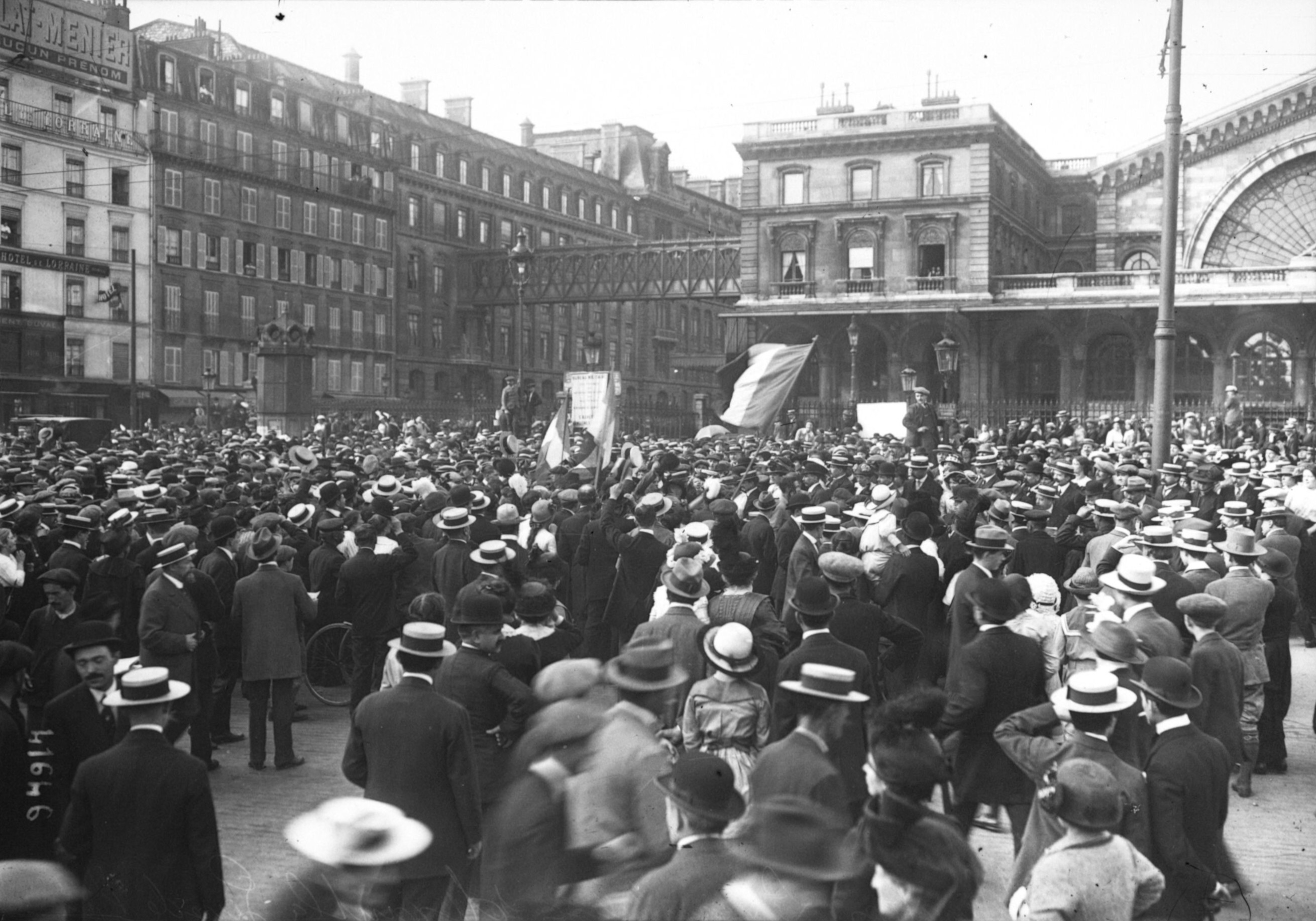
Mobilmachung in Paris an der Gare de L’Est, 2. August 1914

Mit dem Ausbruch des Ersten Weltkriegs änderte sich die Situation für die Künstler schlagartig. Viele von ihnen wurden zum Kriegsdienst einberufen. Die Puteaux-Gruppe löste sich nach 1914 auf. Der Informationsaustausch der Künstler kam fast gänzlich zum Erliegen. Der Kubismus als Bewegung ging in den Wirren des Ersten Weltkriegs unter. Ihr Weiterleben als Stilrichtung hat jedoch in der Kunstproduktion bis in unsere Tage nicht nachgelassen.
Am 2. August 1914 begleitete Picasso Braque und Derain, die ihren Stellungsbefehl erhalten hatten, zum Bahnhof in Avignon. Braque erlitt 1915 eine schwere Kopfverletzung und brauchte nach überstandener Operation länger als ein Jahr, um davon zu genesen. Der Krieg ließ die tiefe Freundschaft zwischen Picasso und Braque zerbrechen, dessen Wesensart sich infolge der schweren Kopfverletzungen verändert hatte.
Picasso erinnerte sich an seinen Abschied vom Kubismus: „Aus dem Kubismus hat man eine Art Körperkultur machen wollen. […] Daraus ist eine verkünstelte Kunst hervorgegangen, ohne echte Beziehung zur logischen Arbeit, die ich zu tun trachte.“

## Publikationen über den Kubismus ab 1912

### Erste öffentliche Diskussion (1911)

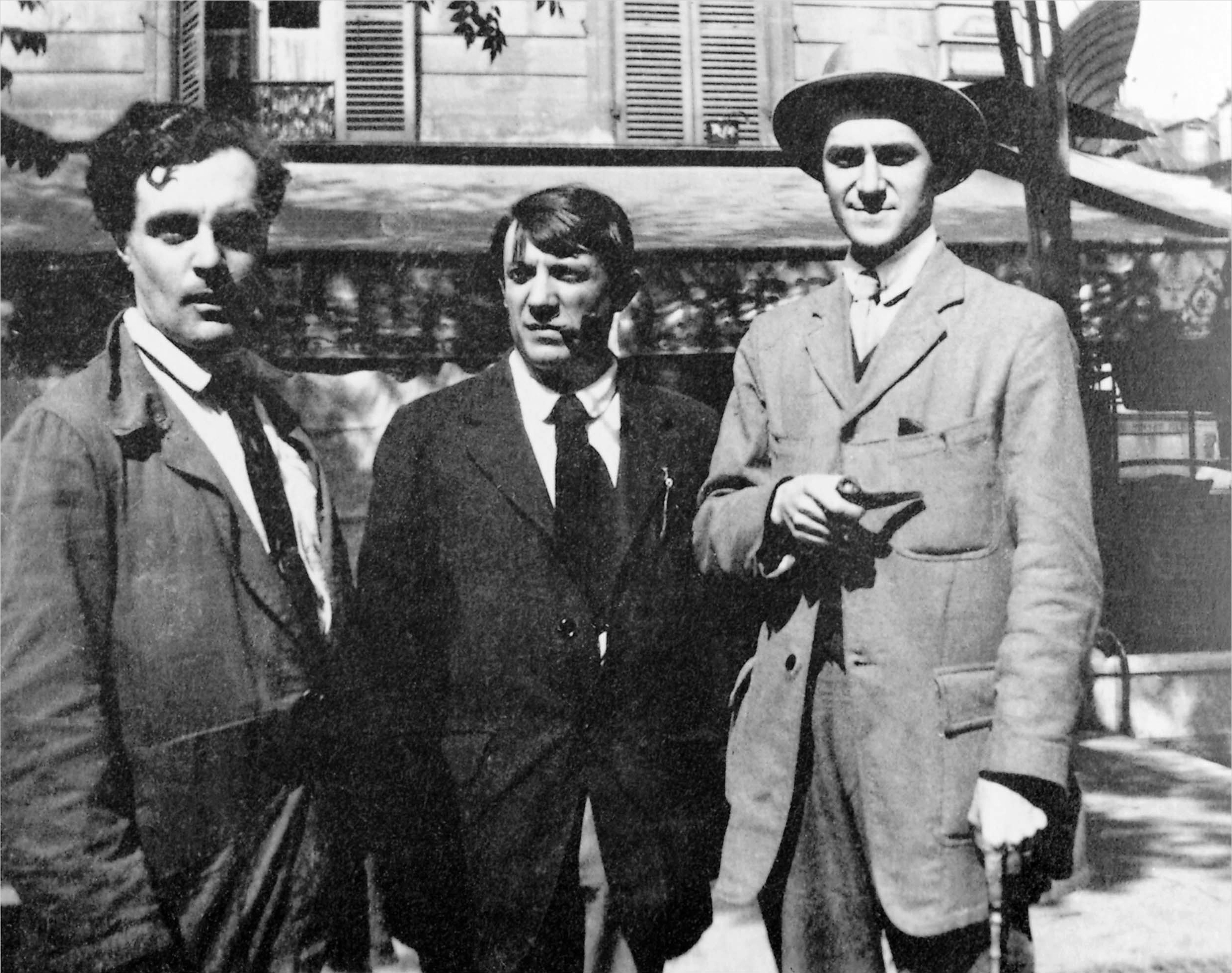
Amedeo Modigliani, Picasso und André Salmon vor dem Café de la Rotonde, Paris, im Jahr 1916.

Die offiziellen Ausstellungen der Puteaux-Gruppe ab 1911 führten zu einer öffentlichen Diskussion um den Kubismus, die die Werke Picassos und Braques allgemein bekannt machte. Seit dem Salon des Indépendants von 1911 werden die Kubisten in zwei Gruppen unterteilt. Den sogenannten Salonkubisten standen die Galeriekubisten Braque und Picasso gegenüber. Eine Ausnahme bildete Fernand Léger, dessen Werke ab 1912 in der Galerie Kahnweiler gezeigt wurden. Der Zutritt zu den Ateliers von Braque und Picasso blieb den Salonkubisten verwehrt. Es kam in Serien von Presseberichten sogar in politischen Gremien zu heftigen Diskussionen. Die zweite Ausstellung der Puteaux-Kubisten im Salon des Indépendants 1912, deren Gruppe sich inzwischen vergrößert hatte, führte zu einem Skandal, der sich nur mit dem Wirbel um das Auftreten der Fauves 1905 vergleichen lässt.
Die Kontroversen traten bereits zutage, als sich die Künstler der Puteaux-Gruppe 1910/11 Kubisten nannten. In einer Rezension der Picasso-Ausstellung in der Galerie Vollard vom 20. Dezember 1910 bis Februar 1911 von André Salmon war daraufhin im Paris-Journal zu lesen: „Picasso hat keine Anhänger, und wir müssen die Unverfrorenheit derjenigen aushalten, die in Manifesten öffentlich behaupten, seine Anhänger zu sein, und andere leichtfertige Seelen in die Irre führen.“

### Erste Publikationen ab 1912

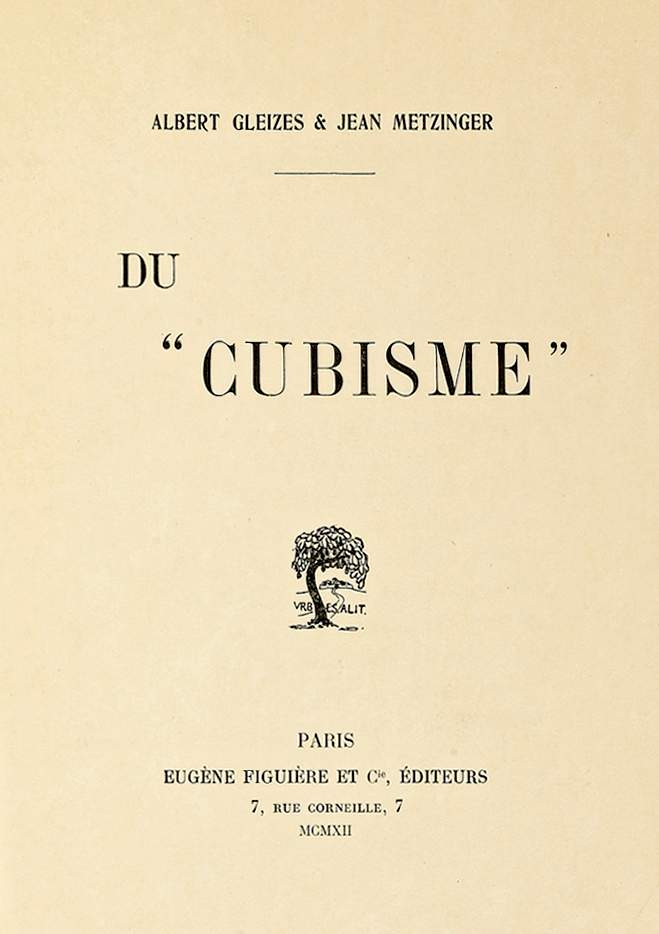
Albert Gleizes & Jean Metzinger: Du „Cubisme“ (1912)

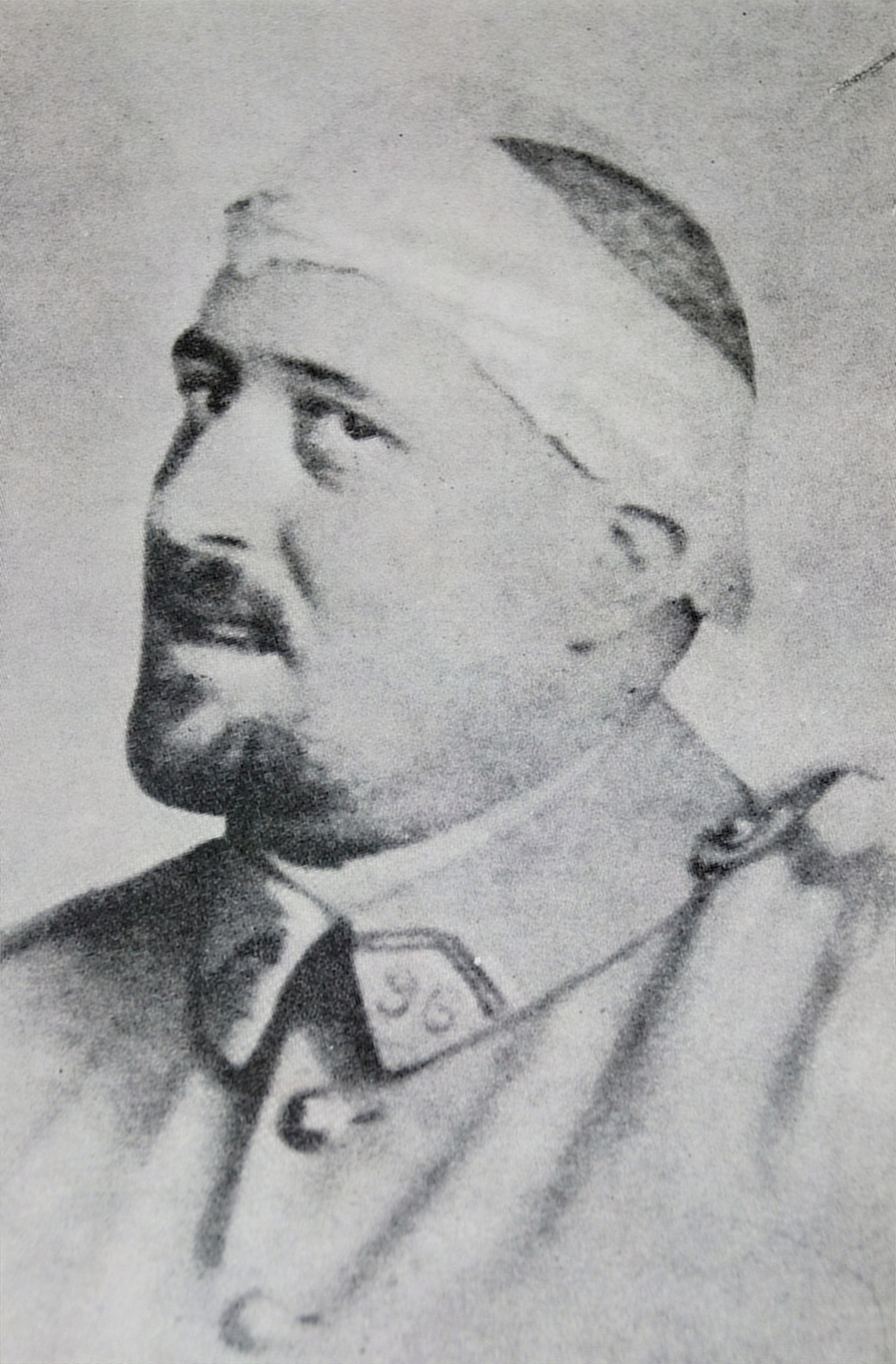
Guillaume Apollinaire nach seiner Verwundung im Ersten Weltkrieg, März 1916

In Zusammenarbeit mit dem als Maler, Illustrator und Kunstschriftsteller tätigen Gleizes verfasste Metzinger die theoretische Abhandlung Du cubisme (Über den Kubismus), die 1912 im Verlag Figuière in Paris erschien. In dieser Sammlung leicht verständlicher Formeln, die sich auf das Vorbild Cézanne beziehen, verweisen die Aussagen auf eine analytische Herangehensweise bei der Erstellung eines Bildes, die dem Verständnis des Kubismus nicht förderlich war. Ihre Bilder zeigen deutlich, dass die kubistisch arbeitenden Künstler zu sehr unterschiedlichen Mitteln gefunden hatten. Ungeachtet aller Kritik an der Veröffentlichung kam der Publikation aufgrund der wenigen Ausstellungen eine besondere Rolle als gesellschaftlicher Multiplikator zu.
Den zahlreichen Veröffentlichungen aus dem Kreis der Puteaux-Gruppe stellten sich nun ebenso viele der Literaten des Picasso-Kreises entgegen. 1912 publizierte André Salmon zwei Bücher, die heute noch als Quellenschriften zur Kunst der klassischen Moderne angesehen werden: die anekdotische Geschichte des Kubismus (Histoire anecdotique du cubisme) und eine Abhandlung über die neue Malerei in Frankreich (La jeune peinture française). Salmon machte als erster auf die Schlüsselrolle Picassos und seines Gemäldes Les Demoiselles d’Avignon für die Gründung des Kubismus aufmerksam.
Im März 1913 veröffentlichte Apollinaire mit Les peintres cubistes: médiations esthétiques eine Sammlung von Aufsätzen über den Kubismus und die Kubisten. In dieser Schrift wurde bereits versucht, die unterschiedlichen Fraktionen dieser Richtung zu ordnen und zu charakterisieren. Braque und Picasso werden dabei als „wissenschaftliche Kubisten“ aufgefasst. Picasso ließ seinen Galeristen und Vertrauten Kahnweiler wissen: „Ihre Nachrichten über die Diskussionen der Malerei sind wirklich traurig. Ich habe Apollinaires Buch über den Kubismus erhalten. Ich bin von diesem ganzen Geschwätz wirklich deprimiert.“
Im Jahr 1928 erschien in der Reihe der Bauhausbücher eine weitere Publikation Gleizes’ über den Kubismus. In dieser Schrift hebt der Verfasser den Widerstreit mit den Urhebern aufs Neue hervor: „Braque und Picasso stellten nur in der Galerie Kahnweiler aus, wo wir sie ignorierten.“ Gleizes schildert des Weiteren, dass der Begriff Kubismus 1910 noch nicht in Umlauf gewesen sei und erst durch die Präsentation der Werke der Puteaux-Gruppe im Salon des Indépendants im März 1911 publik wurde.

### Der Weg zum Kubismus (1920) – Kahnweiler, der Galerist

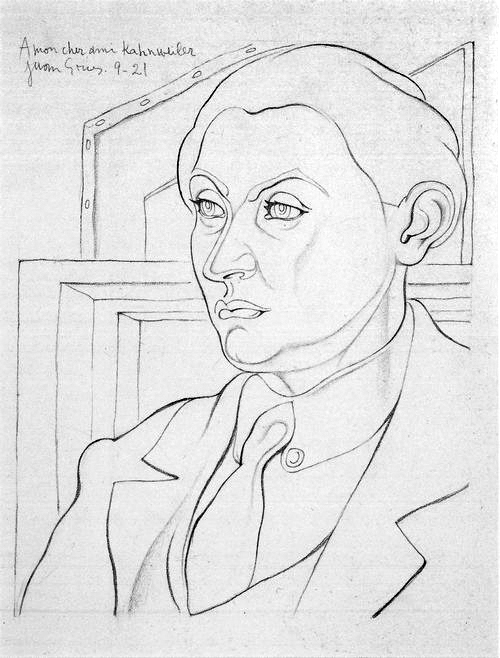
Juan Gris: Porträt Daniel-Henry Kahnweiler, 1921

Der Galerist Daniel-Henry Kahnweiler war als wissenschaftlicher Autor und Ausstellungskurator maßgeblich für die Verbreitung des Kubismus als Kunststil verantwortlich. Er war einer der ersten Betrachter der Demoiselles d’Avignon und schloss 1907 seine ersten Exklusivverträge mit Derain, Braque und Vlaminck ab. 1911 nahm er erstmals Picasso unter Vertrag, im darauffolgenden Jahr Juan Gris und 1913 Fernand Léger.
In seiner 1920 im Delphin Verlag, München, erschienenen Publikation Der Weg zum Kubismus beschreibt Kahnweiler die Gedanken und den chronologischen Verlauf des Kubismus aus der Sicht der Galeriekubisten. Die Hauptteile der Schrift wurden bereits zwischen 1914 und 1915 verfasst, 1916 erstmals in Die Weißen Blätter in Zürich veröffentlicht, kriegsbedingt erschien sie 1920.
Die Schrift ist in fünf Hauptteile untergliedert: Das Wesen der neuen Malerei. Der Formenlyrismus. Der Widerstreit von Darstellung und Aufbau – Die Vorläufer: Cézanne und Derain – Der Kubismus. Erstes Stadium: Das Problem der Form. Picasso und Braque – Der Kubismus. Zweites Stadium: Die Durchbrechung der geschlossenen Form. Das Problem der Farbe. Sehkategorien. Picasso und Braque in gemeinsamer Arbeit – Die klassische Vollendung des Kubismus. Juan Gris.
Nach Kriegsende fügte Kahnweiler der Publikation einen weiteren Abschnitt hinzu: Das Bild als wirkender Selbstzweck. Léger.

## Ausstellungen kubistischer Werke
In der Zeit zwischen 1908 und 1914 gab es nur wenige Galeriepräsentationen bei Kahnweiler oder Vollard. Die Salonkubisten zeigten ihre Werke im Frühjahr und Herbst in den Salons. Der Galerist Kahnweiler schickte seit 1910 Arbeiten der von ihm vertretenen Künstler zu Avantgarde-Ausstellungen ins Ausland, so in die wechselweise in Düsseldorf und Köln stattfindenden Sonderbundausstellungen. In diesen wurden in den Jahren 1910, 1911 und 1912 Bilder von Braque und Picasso gezeigt.
Die Galerie Thannhauser zeigte im September 1910 in München Werke Braques und Picassos. In der Ausstellung Karo-Bube in Moskau waren 1910 Arbeiten der Salonkubisten Gleizes, Le Fauconnier und Lhote zu sehen. 1911 wurden nur Werke von Gleizes ausgestellt, 1912 von Gleizes, Léger, Picasso und Le Fauconnier, 1913 von Picasso und Braque. Delaunay beteiligte sich 1911 mit vier Gemälden an der ersten Ausstellung des Blauen Reiters in München.

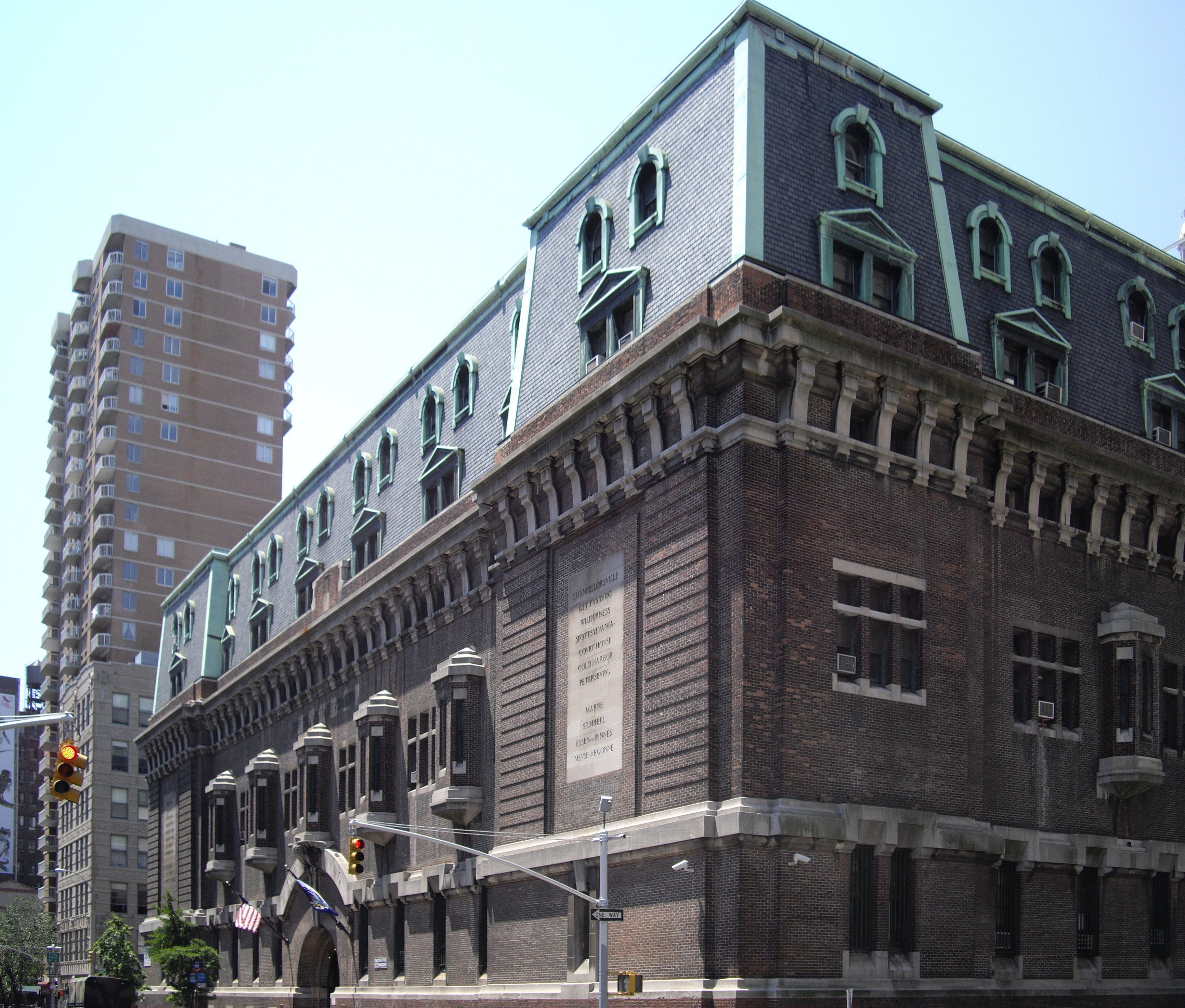
Zeughaus (Armory) des 69. Kavallerieregiments in New York, Ausstellungsort der Armory Show

Von Oktober bis November 1912 präsentierte die Ausstellung Moderne Kunst Kring in Amsterdam Arbeiten von Braque, Gleizes, Léger, Metzinger und Picasso. Die Galerie 291 von Alfred Stieglitz in New York zeigte von März bis April 1911 Zeichnungen und Aquarelle Picassos. Stieglitz besuchte zuvor die Ateliers von Matisse, Rodin und Picasso in Paris und erinnerte sich an ein „gewaltiges Erlebnis“.
Vom 17. Februar bis zum 15. März 1913 wurden auf der ersten Armory Show, der internationalen Ausstellung moderner Kunst im ehemaligen Zeughaus des 69. Kavallerieregiments in New York, Arbeiten von Picasso, Braque, Picabia, Léger, Gleizes, Duchamp-Villon, Villon, Duchamp, Delaunay und de La Fresnaye gezeigt. Weitere Ausstellungsstationen waren anschließend Chicago und Boston.
1913 fand die erste Picasso-Retrospektive in der Münchner Galerie von Heinrich Thannhauser in Deutschland statt. Sie war im Anschluss noch in Prag und Berlin zu sehen. Vom Dezember 1914 bis zum Januar 1915 präsentierte Stieglitz 20 Werke Braques und Picassos in New York. Die Werke stammten aus der Sammlung von Gabrielle und Francis Picabia.

## Erste Reaktionen und Zeugnisse
Louis Vauxcelles schrieb am 20. März 1908 im Gil Blas zu den im Salon des Indépendants gezeigten Arbeiten Braques: „In Braques Gegenwart verliere ich jegliche Orientierung. Dies ist eine wilde, entschlossene, auf aggressive Weise undurchschaubare Kunst.“
In der Ausgabe von La Liberté vom 24. März 1908 war aus der Feder Étienne Charles im zweiten Teil einer in zwei Folgen angelegten Besprechung des Salon des Indépendants über die Arbeiten Braques und Derains zu lesen: „Man spürt eine starke Vorliebe für deformierte, überzeichnete und häßliche Frauen. Bei den Vertretern der neuen Richtung ist Galanterie nicht in Mode.“
Am 16. April 1909 schrieb Charles Morice in einem Artikel des Mercure de France, in dem zum ersten Mal der Begriff Kubismus schriftlich auftrat, über die Arbeiten Braques, die in der XXV. Ausstellung des Salon des Indépendants zu sehen waren: „Und ich glaube, Herr Braque ist – den Kubismus ausgenommen – auf der ganzen Linie ein Opfer seiner Bewunderung für Cézanne, die zu ausschließlich oder einseitig ist.“
Henri Guilbeaux schrieb am 7. Januar 1911 in Hommes du Jour: „Es heißt, Picasso sei bereit, den falschen Weg aufzugeben, den er seit einiger Zeit beschreitet. Das wäre besser, denn dieser Maler ist sehr talentiert. So blieben nur die Kubisten und Subkubisten übrig, die Herr Charles Morice zu einer Kohorte sammeln könnte […]“
Michael Puy schrieb 1911 in der Zeitschrift Les Marges: „Der Kubismus ist die Kulmination der Vereinfachung, die von Cézanne begonnen wurde und von Matisse und Derain fortgeführt wird […] Man sagt, es habe mit Herrn Picasso begonnen, da dieser Maler aber seine Werke selten ausstellt, wurde die kubistische Entwicklung hauptsächlich bei Herrn Braque beobachtet.“
Nach der von Alfred Stieglitz in seiner Galerie 291 organisierten Ausstellung von 83 Zeichnungen und Aquarellen Picassos in New York 1911 war in der Ausgabe vom 1. Mai 1911 in The Craftsman zu lesen: „Wenn aber Picasso in seinen Studien ernsthaft sein Naturgefühl kundtut, dann muß man ihn doch für einen tobenden Irren halten, denn etwas Unverbundeneres, Beziehungsloseres und Unschöneres als diese Darstellung seiner eigenen Gefühle ist schwer vorstellbar.“
Alexander Archipenko resümiert 1922 in einem Artikel in der Internationalen Rundschau der Kunst der Gegenwart:

„Man kann sagen, daß der Kubismus eine neue Denkordnung gegenüber dem Bild geschaffen hat. Der Betrachter ergötzt sich nicht länger, der Betrachter ist selbst schöpferisch tätig, sinnt und schafft ein Bild, indem er sich auf die plastischen Merkmale jener Gegenstände stützt, die als Formen skizziert sind.“

## Auswirkungen des Kubismus

### Einfluss auf die europäische und außereuropäische Malerei
Trotz der relativ geringen öffentlichen Akzeptanz der Kubisten war das Interesse vieler Künstler an ihrer Arbeit groß. Ein Zeugnis bilden die vielen Atelierbesuche ausländischer Künstler. So besuchten beispielsweise Umberto Boccioni und Carlo Carrà Picasso in seinem Atelier. Boccioni war nach seinem Zusammentreffen mit Picasso stets daran interessiert, alle Neuigkeiten zu erfahren. Ebenfalls suchte Wladimir Tatlin Picassos Atelier auf und sehr wahrscheinlich auch das Braques. 1912 besuchten Paul Klee, Franz Marc, August Macke und Hans Arp Delaunay in Paris. Delaunay und Apollinaire trafen wiederum Macke in Bonn. Le Fauconnier war zwischen 1909 und 1911 Mitglied der Neuen Künstlervereinigung München, als diese drei wichtige Ausstellungen in der Münchner Galerie Thannhauser veranstaltet hatte.
Die Werke der den Kubismus prägenden Künstler – allen voran Picasso und Braque – haben die zeitgenössische Kunst und insbesondere die Malerei zwischen 1907 und 1914 revolutioniert. Apollinaire hielt im Januar 1913 anlässlich einer Ausstellung von Robert Delaunay in der Galerie Der Sturm in Berlin einen Vortrag, der später unter dem Titel Die moderne Malerei in der Zeitschrift Der Sturm veröffentlicht wurde. Hier findet sich einer der frühesten Hinweise auf das neue Verfahren des papier collé und der Collage.
Rückblickend nahm der Kubismus tiefgehend Einfluss auf die späteren künstlerischen Bewegungen des 20. Jahrhunderts, im Einzelnen auf den italienischen Futurismus, den russischen Kubofuturismus, Rayonismus und Suprematismus, den französischen Orphismus und Purismus, den Blauen Reiter in Deutschland, die De-Stijl-Bewegung in den Niederlanden und schließlich den international verbreiteten Dadaismus, sowie auf die gesamte konstruktive Kunst, etwa den Konstruktivismus. In den Vereinigten Staaten erfuhr der Kubismus als Folge der Armory Show eine kurzfristige Nachlese durch regionale Künstler, die im sogenannten Präzisionismus zu einer „kuborealistischen“ Bildsprache fanden. So waren alle führenden Künstler der ersten Hälfte des 20. Jahrhunderts in ihrer frühen Schaffensphase vom Kubismus beeinflusst und einige wiederum deutlich durch dessen Erfindungen, etwa das papier collé, und Bildformen geprägt.

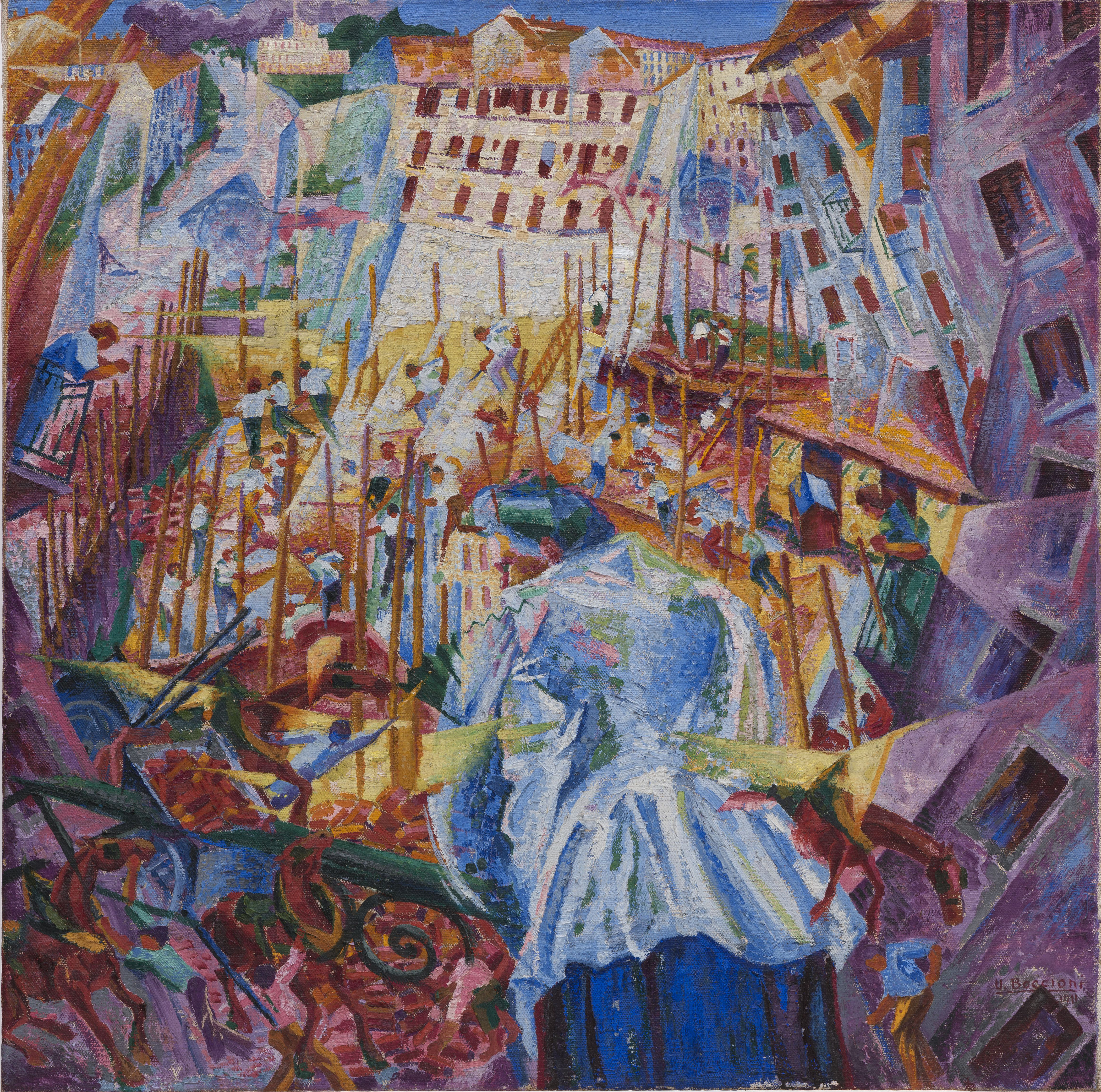
Futurismus Umberto Boccioni: La strada entra nella casa, Öl auf Leinwand (1911)
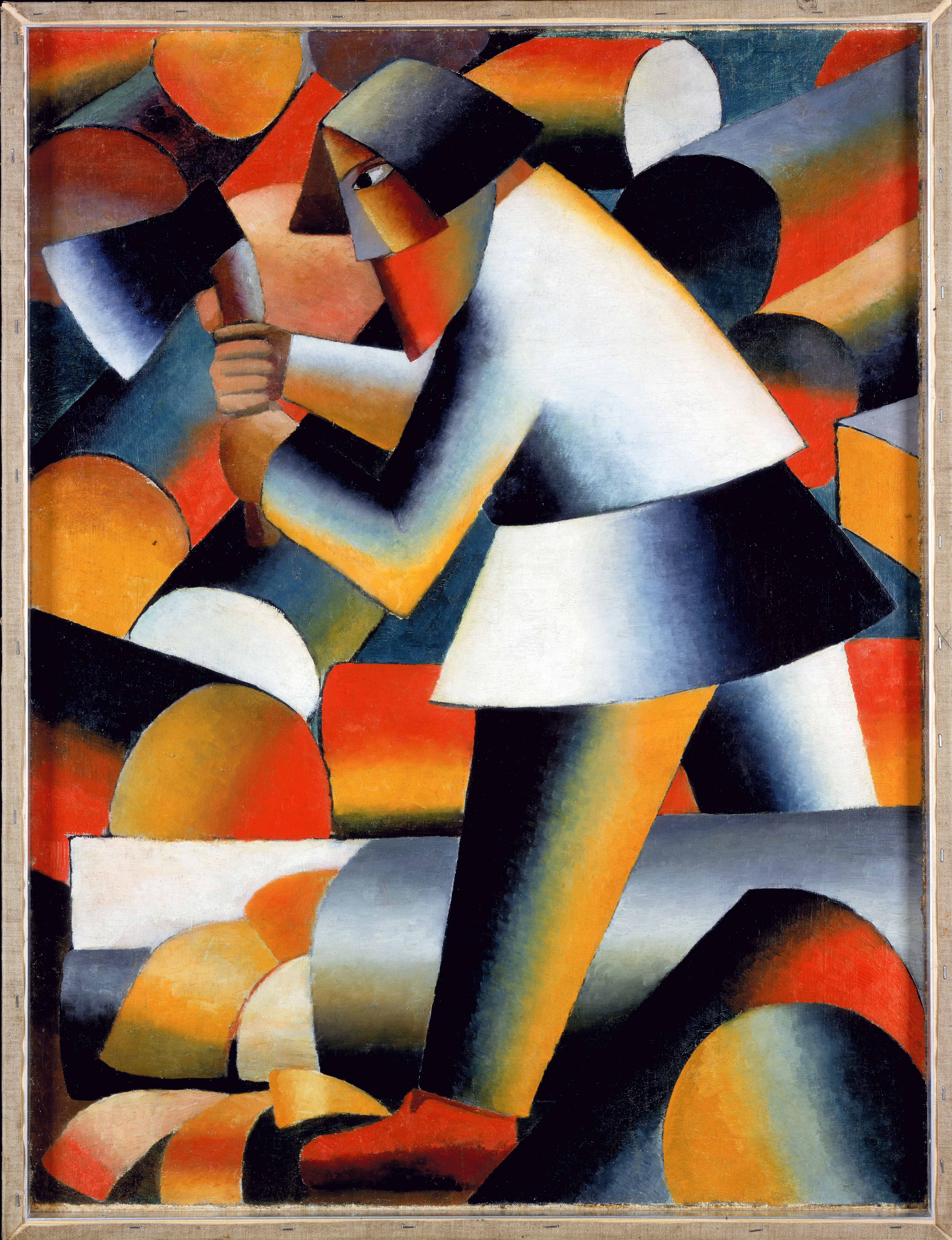
Kubofuturismus Kasimir Malewitsch Der Holzfäller, Öl auf Leinwand (1912/13)
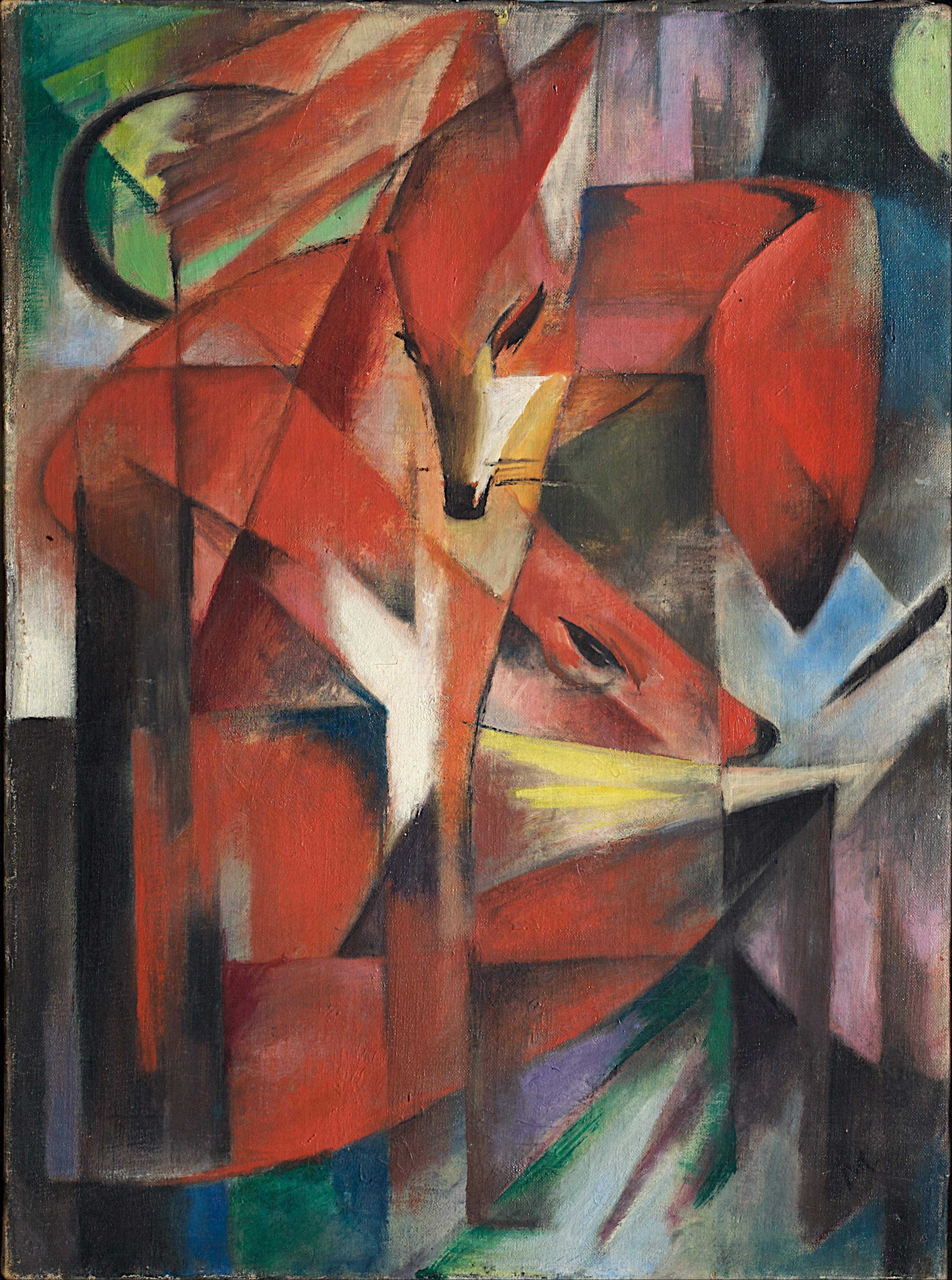
Der Blaue Reiter Franz Marc: Füchse, Öl auf Leinwand (1913)
Paul Klee: Motiv aus Hammamet, Aquarell (1914)
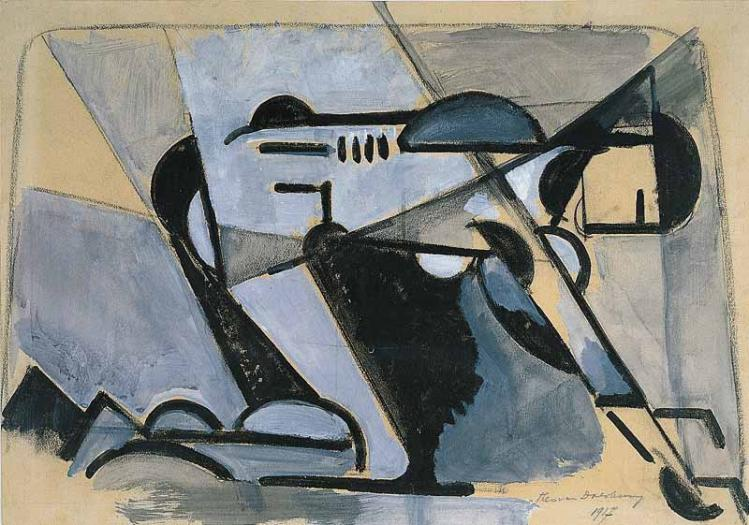
De Stijl Theo van Doesburg: Kniender Akt, Gouache auf Papier (1917)

### Orphismus – Orphischer Kubismus
Die von Robert Delaunay um 1912 entstandenen Arbeiten führten Apollinaire dazu, den Begriff Orphismus zu prägen. Der Orphismus bezeichnet eine aus dem Kubismus entstandene Kunstrichtung, bei der vor allem Kreisgebilde in bunten Farben auf der Grundlage der Farbtheorie des Chemikers Michel Eugène Chevreul geschaffen wurden. Apollinaire sah im Orphismus eine Überwindung des Kubismus. Bereits die von Delaunay und Léger um 1911 entstandenen Arbeiten bedienen sich in besonderer Weise der Gestaltungsprinzipien Farbe, Licht und Dynamik. Vergleichbare Ansätze verfolgte der Rayonismus in Russland. Der Orphismus hat auch durch die Namensgebung orphischer Kubismus Bezeichnung gefunden, wird jedoch wie der Kubofuturismus den Auswirkungen des Kubismus zugeordnet.

### Purismus
Im Anschluss an den Kubismus entwickelte sich ab 1917 eine an der Architektur orientierte Stilrichtung, die 1918 mit dem Manifest Après le cubisme (Nach dem Kubismus) von den Künstlern Amédée Ozenfant und Charles-Edouard Jeanneret (Le Corbusier) als Purismus proklamiert wurde. Ozenfant hatte bereits 1915 in der selbstverlegten Zeitschrift L’Elan erste Gedanken zu einer reinen, „puren“ Kunstform dargelegt, die einfach, funktional und ohne dekorative Elemente daherkommen sollte. Damit lieferten die Puristen einen ideologischen Ansatz, der die Entfernung von der Gegenständlichkeit weiterführte und im Suprematismus, Konstruktivismus und im Bauhaus umgesetzt wurde und in der zweiten Hälfte des 20. Jahrhunderts Einfluss auf die minimalistische Kunst und Architektur hatte.

### Kubistische Plastik

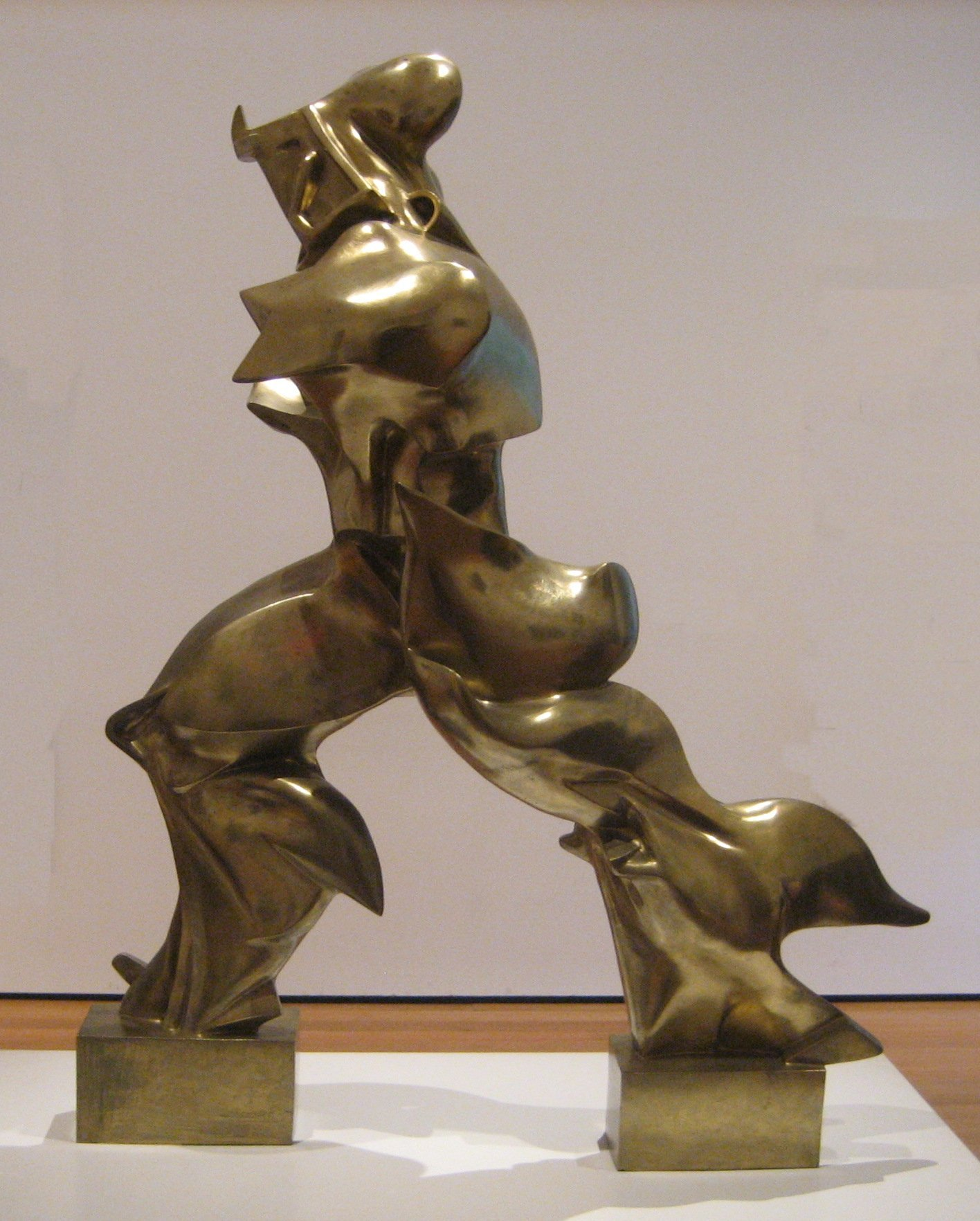
Umberto Boccioni: Einzigartige Formen der Kontinuität im Raum, 1913, Museum of Modern Art, New York

Die kubistische Plastik entwickelte sich zeitversetzt zum Kubismus in der Malerei. So sehen einige Autoren die Plastik Kopf einer Frau (1909) von Picasso als die erste Plastik im kubistischen Stil an. Jedoch erst in den 1920er Jahren erlangte die kubistische Plastik ihre Blütezeit.
Aristide Maillol, der sich von den malerischen Konzepten Rodins löste und die Plastik zum rhythmisch abstrahierten Volumen führte, gilt als Vorläufer der kubistischen Plastik. Die eigentliche kubistische Plastik wurde von Picassos Reliefs und den dreidimensionalen Arbeiten des Russen Alexander Archipenko getragen. Weitere frühe Vertreter sind der Deutsche Rudolf Belling, Constantin Brâncuși und Raymond Duchamp-Villon.
Der französische Bildhauer Henri Laurens begegnete Braque im Jahr 1911 und begann seine Malerei, Collagen und Skulpturen im kubistischen Stil zu schaffen. Ein weiterer bedeutender Vertreter ist Jacques Lipchitz, dessen bildhauerisches Werk vom Kubismus beeinflusst ist.
Die facettierte, vielschichtige Gestaltung inspirierte den italienischen Futuristen Umberto Boccioni, der 1912 die neuen Skulpturen der Kubisten bei Atelierbesuchen in Paris gesehen hatte. Boccioni erweiterte das Gestaltungsprinzip der kubistischen „Vielperspektivik“ um den Faktor der Dynamik.

### Architektur
Bedeutung hat der Kubismus auch durch seinen Einfluss auf Design und Architektur. Kubistische Architektur findet sich vor allem in Prag, als Künstler sind vornehmlich Josef Chochol, Josef Gočár, Pavel Janák und Emil Králíček zu nennen.
Eine besondere Entwicklung des tschechischen Kubismus in Prag und Königgrätz stellte der Rondokubismus dar, der sich in der Architektur von Gočár und Janák, aber auch etwa in der Malerei von Josef Čapek und im Objektdesign der Gruppe Artěl manifestierte.

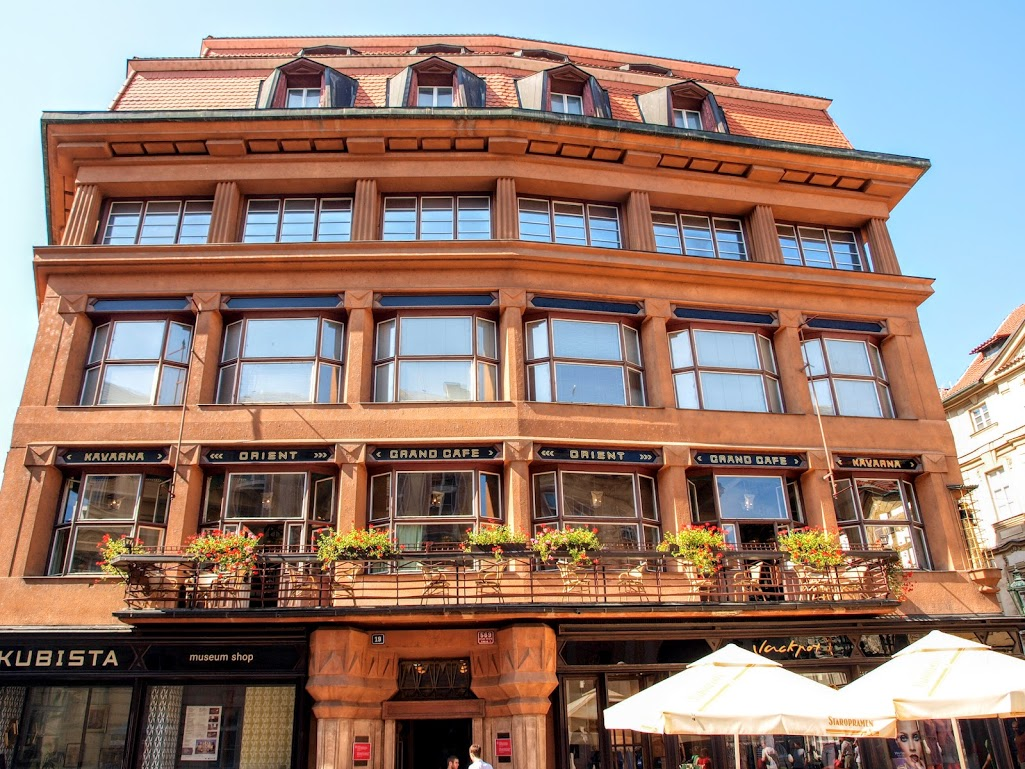
Haus zur Schwarzen Muttergottes in Prag
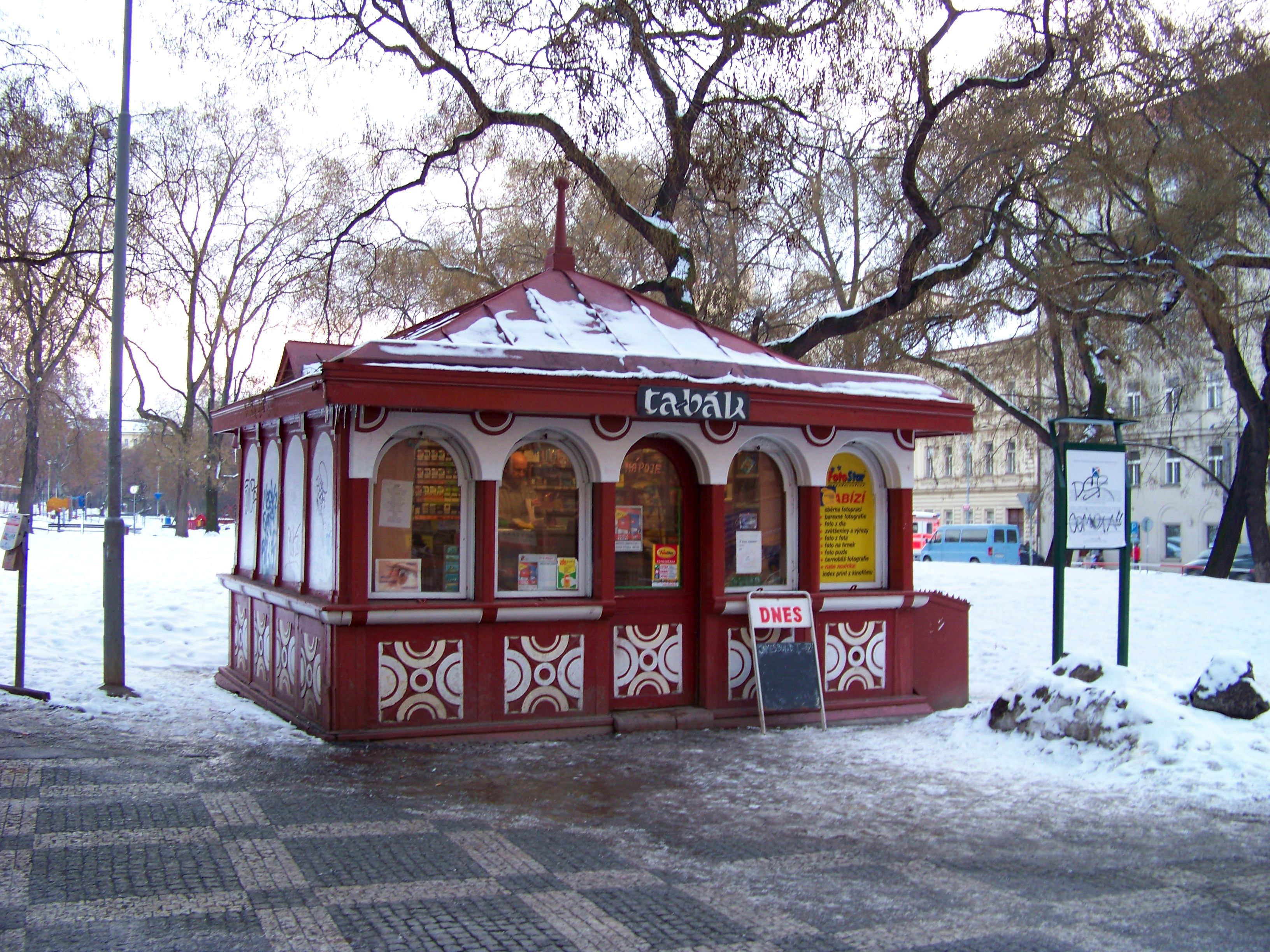
Rondokubistischer Kiosk am Hauptbahnhof in Prag (Pavel Janák)
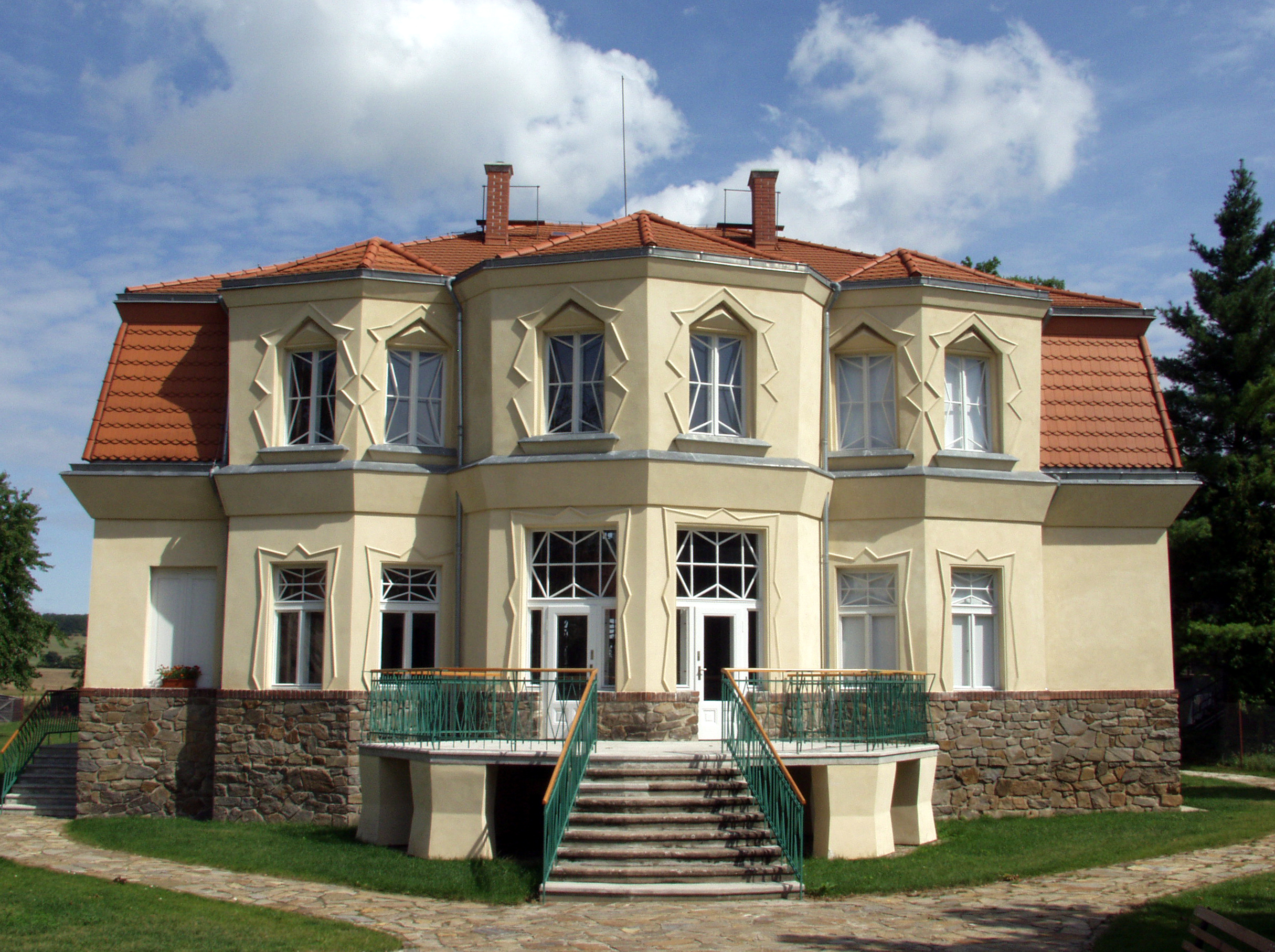
Villa Bauer in Libodritz
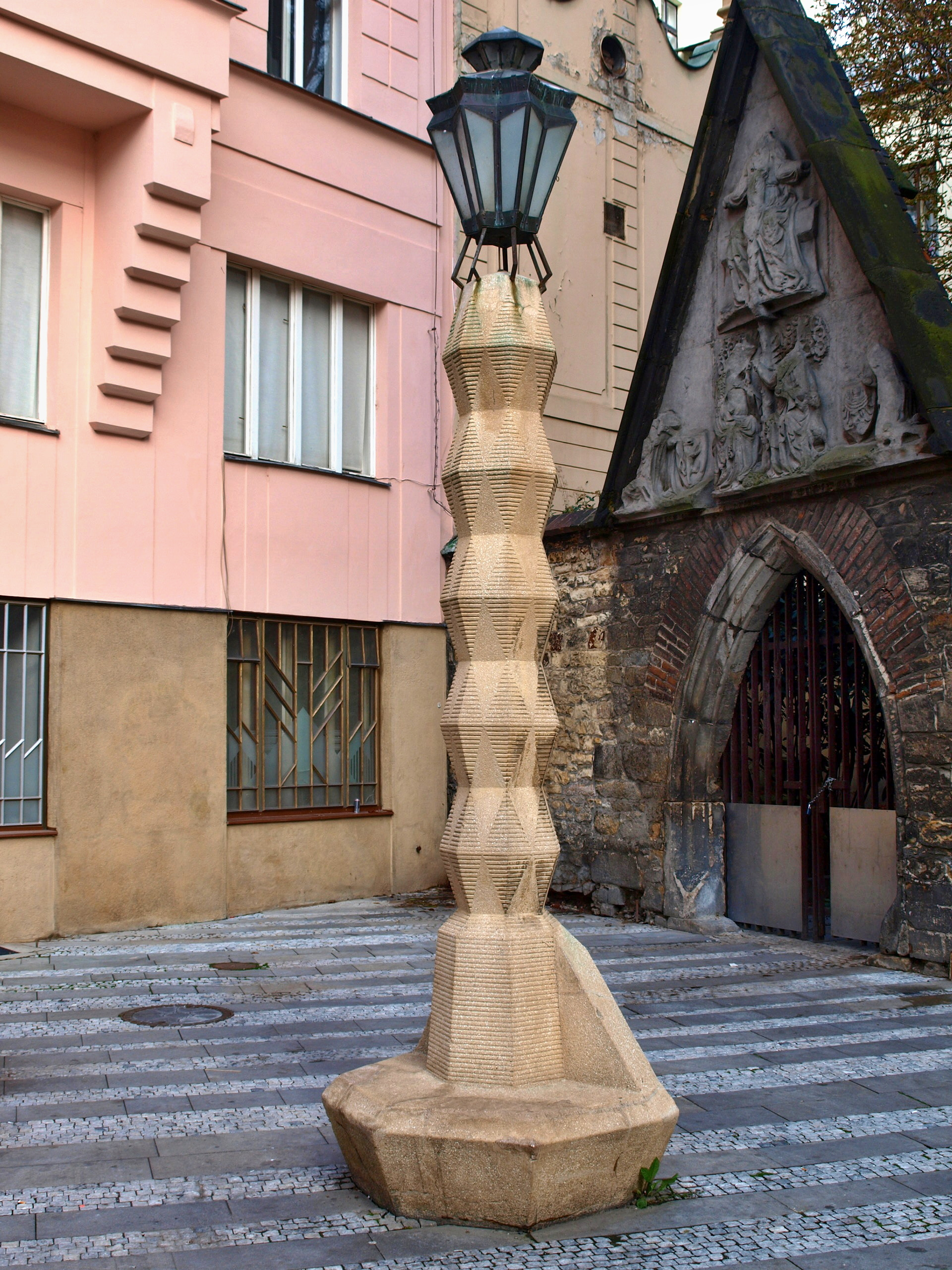
Kubistische Straßenlaterne in Prag

### Fotografie und Film
Auch die Fotografie und die Filmavantgarde der 1920er Jahre war stark von der kubistischen Malerei beeinflusst. Fernand Léger drehte 1924 ein „mechanisches Ballett“, einen Film, in dem eine Frau eine Treppe hinaufsteigt, ohne anzukommen. Man Ray und Marcel Duchamp drehten abstrakte Filme mit geometrischer Formensprache. Vom Kubismus und Präzisionismus beeinflusst waren auch die Fotografien der 1920er Jahre von Alfred Stieglitz, der ursprünglich Maschinenbau studiert hatte.

### Musik
Obwohl die Übertragung von Begriffen der Bildenden Kunst auf andere Künste und insbesondere auf die Musik problematisch ist und vielfach kritisiert wird, gelten vor allem zwei zeitgenössische Kompositionen ebenfalls als kubistische Werke: die beiden Ballette Le sacre du printemps von Igor Strawinsky (1911/13) und Parade von Erik Satie (1917). Letzteres war von Picasso mit Bühnenbildern und Kostümen in kubistischem Stil ausgestattet worden. Abgesehen von der geistigen Nähe der Komponisten zu den Ideen des Kubismus sprechen dafür vor allem das Aufbrechen herkömmlicher Kompositionsmethoden und das Zusammenfügen eines Kunstwerks durch die Aneinanderreihung von sperrigen, weitestgehend unveränderten, nicht selten heterogenen Einzelelementen.

## Künstler des Kubismus
Künstler, die dem Kubismus zugeordnet werden oder ihm nahestanden, siehe Kategorie: Künstler des Kubismus.

## Abbildungen
1. ↑  Pablo Picasso: Maisonette dans un jardin, August 1908, Öl auf Leinwand, 92 cm × 73 cm, Staatliches Puschkin-Museum, Moskau
2. ↑  Jean Metzinger: Die Teestunde, 1911, Öl auf Leinwand, 75,9 cm × 70,2 cm, The Philadelphia Museum of Art, Philadelphia
3. ↑  Henri Le Fauconnier: Der See, 1911, Öl auf Leinwand, Ermitage, Sankt Petersburg
4. ↑  Albert Gleizes: Die Kathedrale von Chartres, 1912, Öl auf Leinwand, 73,6 cm × 60,3 cm, Sprengel Museum, Hannover
5. ↑  Fernand Léger: Nus dans la forêt, 1910, Öl auf Leinwand, 120 cm × 170 cm, Kröller-Müller Museum, Otterlo
6. ↑  Fernand Léger: Der Rauch, 1912, Öl auf Leinwand, 92 cm × 73 cm, The Albright-Knox Art Gallery, Buffalo
7. ↑  Georges Braque: Compotier, bouteille et verre, 1912, Öl auf Leinwand
8. ↑  Juan Gris: Maisons à Paris, 1911, Öl auf Leinwand, 52,4 cm × 34,2 cm, Solomon R. Guggenheim Museum, New York